# ʿAd Halom (Aschdod)
ʿAd Halom (hebräisch עַד הֲלוֹם ʿAd Halōm) ist eine Ortslage am östlichen Rande der Stadt Aschdod, Israel. Sie erstreckt sich von drei Brücken über den Nachal Lachisch im Norden, deren älteste im Verlauf der hier passierenden historischen Heerstraße namens Via Maris entstand. Im Süden reicht ʿAd Halom bis an den Siedlungshügel Tel Aschdod. Flächen und Bauten für Verkehr prägen ʿAd Halom, gemischt mit Grünanlagen, wobei Wohnbebauung fehlt.
Beginnend mit den Brücken im Norden gehören dazu das Busdepot Aschdod der Egged, die wichtige innerörtliche Nord-Süd-Verkehrsachse Sderot Moscheh Sneh, die Autobahnanschlussstelle Mechlaf ʿAd Halom vom Kvisch  in die Stadt Aschdod und der Bahnhof Aschdod – ʿAd Halom. Gleich südlich schließt sich das Industriegebiet ʿAd Halom an, das aber zur benachbarten Regionalverwaltung Beʾer Tuvjah gehört und Aschdod seit 2019 zur Eingemeindung beansprucht.

## Lage
ʿAd Halom erstreckt sich über etwa 2,6 Kilometer entlang der östlichen Stadtgrenze und misst in der Breite zwischen 250 Metern im Norden, 500 Metern im mittleren Bereich (Bahnhofsviertel) und 150 Metern im Süden. Westlich bilden die Sderot Moscheh Sneh die Begrenzung der Ortslage, an deren westlicher Straßenseite sich das Wohnviertel Rova Ṭeit (רוֹבַע ט' Viertel 9) erstreckt.
Die Hauptstraße Sderot Moscheh Sneh und zwei weitere Verkehrsachsen, nämlich die Sinai-Bahn und die Autobahn Kvisch , verlaufen der Länge nach durch die in Nord-Süd-Richtung gestreckte Ortslage und sind für sie prägend. Beide Straßen ersetzen die zwischen ihnen parallel verlaufende alte Via Maris im Bereich ʿAd Haloms, deren Trasse im Norden der Ortslage als Rad- und Wanderweg verkehrsberuhigt ist, während der südliche Teil als Verlängerung des westlichen Bahnhofsvorplatzes als Bushalt und Parkplatz für Bahnreisende dient.

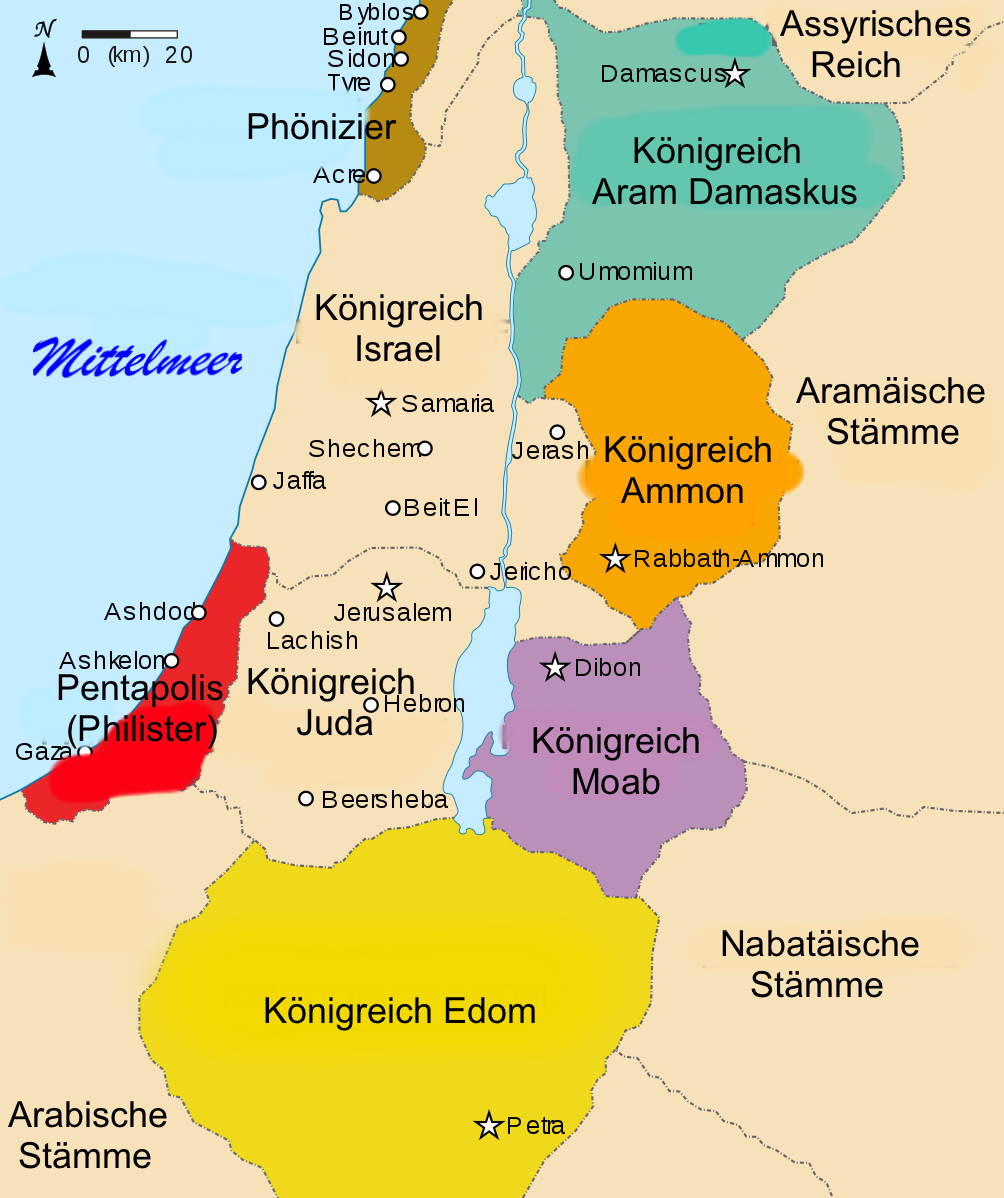
In Rot das Gebiet der einstigen philistäischen Pentapolis, das heute das israelische Tiefland Philistäas umreißt

Geographisch ist ʿAd Halom Teil der israelischen Landschaft Tiefland Philistäas (hebräisch מִישׁוֹר פְלֶשֶׁת Mīschōr Pleschet), kurz Philistäa (פְלֶשֶׁת Pleschet) an der südlichen Mittelmeerküste Israels, wo einst die Philister lebten. Das Tiefland Philistäas reicht vom Nachal Schiqma (hebräisch נַחַל שִׁקְמָה Wādī al-Ḥassī, arabisch وادي الحسي) im Süden bis zum Nachal Soreq im Norden. Im Westen begrenzt das Mittelmeer und im Osten die hügelige Schphelah den Mischor Pleschet, dessen maximale Breite im Süden etwa 27 Kilometer, im Norden etwa 20 Kilometer misst.
Hervorstechendstes Merkmal des Mischor Pleschet sind die linear angeordneten dammförmigen Erhebungen, Kämme aus Kurkar (כּוּרְכָּר Kūrkar, arabisch كركار, DMG Kurkār; eine in Israels Küstenstreifen verbreitete Art kalkhaltigen Tuffs), deren Entstehung auf unterschiedliche geomorphologische Prozesse zurückzuführen ist. Fließgewässer wie der Nachal Lachisch durchbrechen die Kämme, schufen mit Sedimenten aber im Stau östlich vor den Kämmen eine flache Landschaft. Viele kleine Bäche, wie etwa östlich Aschdods verwandelten dort viele Kurkar-Kämme in lauter einzelne Hügel.
Da viele kleinere Fließgewässer vor dem Karkurkamm in ʿAd Halom in den Nachal Lachisch münden, der so in einem Durchbruch die Wasser vereint durch die Geländebarriere führt, bot sich an, am Lauf unterhalb der Einmündungen nur einen einzelnen Flussübergang anzulegen, weswegen die Via Maris sich am vereinten Unterlauf des Nachal Lachisch bis auf kurze Distanz der See annähert. Im israelischen Abschnitt der Via Maris nimmt über weite Strecken der Kvisch 4 (כְּבִישׁ אַרְצִי רָאשִׁי 4 Kvīsch Arzī Roschī 4, deutsch ‚Haupt-Landesfernstraße ‘) ihren Verlauf ein. Weiteres Charakteristikum Philistäas ist der Dünenstreifen an der Küste, darunter Wanderdünen wie HaDjunah haGdolah (hebräisch הדְּיוּנָה הגְּדוֹלָה ‚die Große Düne‘).:136
Im Norden der Ortslage verbindet der Park ʿAd Halom die historische Brücke Gescher ʿAd Halom und einige Erinnerungsstätten und Denkmale miteinander. Südwestlich vom Park befindet sich das Busdepot Aschdod der Egged. Die in Nord-Süd-Richtung verlaufenden Sderot Moscheh Sneh, die wichtige Durchgangsstraße am östlichen Stadtrand, erschließen Busdepot und Park, 400 Meter weiter südlich kreuzen sie die Sderot Menachem Begin, die in Ost-West-Richtung verlaufende Hauptverkehrsachse der Stadt. An deren östlichem Ende münden die Sderot Begin in der Anschlussstelle Mechlaf ʿAd Halom zum Kvisch . Gleich südlich vom Mechlaf ʿAd Halom erstreckt sich das in Entwicklung befindliche Bahnhofsviertel mit dem Bahnhof Aschdod – ʿAd Halom. Südlich, aber schon außerhalb der Stadt, schließt sich das Industriegebiet ʿAd Halom an.

## Name
Der Name ʿAd Halom (hebräisch עַד הֲלוֹם ʿad halōm, deutsch ‚bis hierher‘) benennt das weiteste Vordringen der ägyptischen Armee ins israelische Herzland im Zuge ihrer Invasion ab 15. Mai 1948, womit sie international den Krieg um Israels Unabhängigkeit eröffnet hatte. Am 29. Mai des Jahres stieß die ägyptische Armee bis hierher (ʿAd Halom) vor, und nicht weiter, da sie den heftigen israelischen Widerstand entlang des Nachal Lachisch mit der gesprengten Brücke Dschisr Isdud (heute Gescher ʿAd Halom) in mehreren Gefechten nicht bezwingen konnte. Im Oktober des Jahres gelangen Israels Streitkräften Zahal Vorstöße anderwärts (Operation Joʾav, hebräisch מִבְצַע יוֹאָב Mivza Jōʾav; 15.–22. Oktober 1948), was die ägyptische Streitmacht schließlich zum Rückzug zwang. Seit 1948 wird der hebräische Begriff ʿAd Halom verwendet, um diese oder im übertragenen Sinne eine andere letzte Verteidigungslinie zu beschreiben, die nicht fallen darf. Diesem Sprachgebrauch folgend wählte auch das 2012 in Kalifornien von Israelis gegründete Unternehmen Adallom den Begriff als Firma.
Später plante Israel im Zuge der Landesentwicklung bei der Brücke am Nachal Lachisch eine Ortschaft anzulegen, für die der Regierungsausschuss für Ortsnamen (hebräisch וַעֲדַת הַשֵּׁמוֹת הַמֶּמְשַׁלְתִית Waʿadat haSchemōt haMemschaltīt) Vorschläge für ein Toponym erbeten hatte, das an den Krieg um Israels Unabhängigkeit erinnern möge. Den Vorschlag ʿAd Halom (עַד הֲלוֹם) lieferte der damalige Zahal-Generalstabschef Jiggaʾel Jadin, wozu er erklärte, „weil die Ägypter bis hierher bei ihrer Invasion vorstießen und hier unsere Schläge abbekamen“. Es gab auch andere Namensvorschläge. Den Namen beschloss der Regierungsausschuss am 31. August 1952 nach einiger Debatte, denn anfangs erhielt ʿAd Halom nur zwei gegen drei Stimmen für das kürzere Halom. Der Name wurde vergeben, doch zum Bau von Wohnhäusern kam es schließlich nie. Mit Gründung Aschdods 1957 kam ʿAd Halom als Ortslage an jenes.

## Geschichte

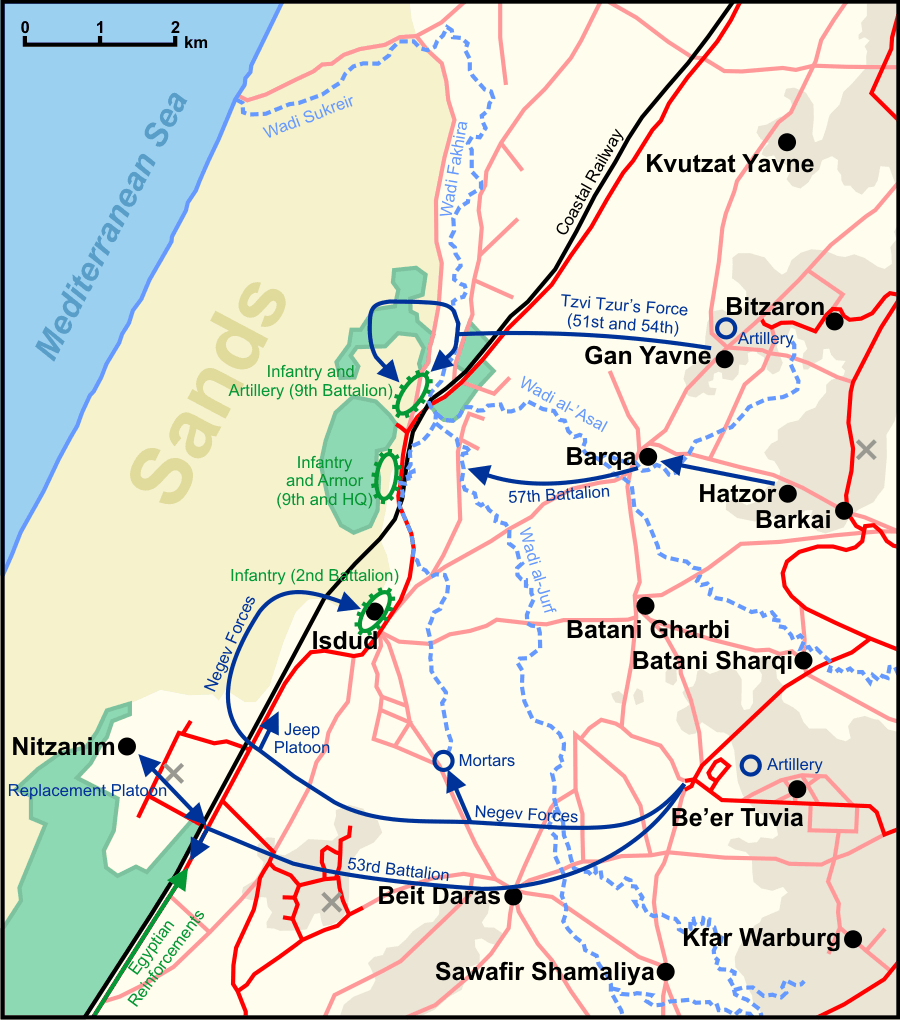
Vorstöße Israels im Zuge der gescheiterten Operation Philistäa in ʿAd Halom an den Brücken, am Bahnhof und in Isdud sowie zum Entsatz Nizzanims

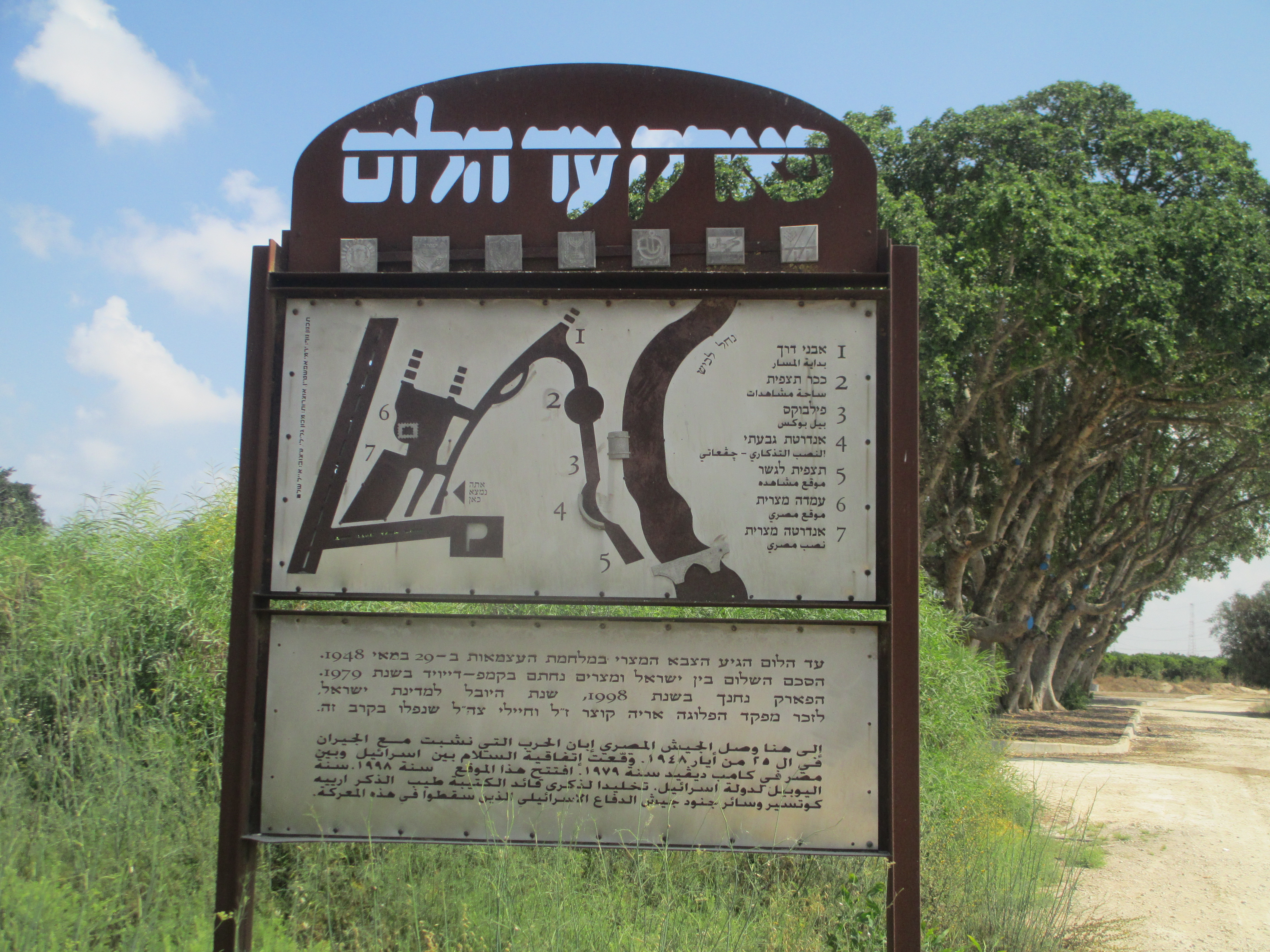
Lageplantafel der Stätten im Park mit Wegsteinen (1), Bodenmosaik einer Kompassrose (2), Pillbox (3), Givʿati-Ehrenmal (4), Auskuck zum Gescher ʿAd Halom (5), Militärbunker (6) und Obelisk (7)

Die ʿAd Halom passierende historischen Handels- und Heerstraße namens Via Maris verläuft zwischen Dor unterhalb des Karmels im Norden bis Pelusium in Unterägypten parallel zur Küste des Mittelmeers. In ihrem israelischen Abschnitt nimmt über weite Strecken der Kvisch 4 (כְּבִישׁ אַרְצִי רָאשִׁי 4 Kvīsch Arzī Roschī 4, deutsch ‚Haupt-Landesfernstraße ‘) ihren Verlauf ein. Abschnittsweise weicht der Kvisch 4 jedoch vom historischen Verlauf der Via Maris ab, deren Trasse daher teils niedriger klassifiziert anderen Landesstraßen zugerechnet wird, wie zwischen Gan haDarom nördlich Aschdods bis Rischon leZion als Kvisch 42 (כְּבִישׁ לְּאֻמִי 42 Kvīsch Ləʾummī 42, deutsch ‚Nationalstraße ‘).
Pharao Thutmosis III. zog mit seinen Truppen 1457 v. d. Z. die historische Via Maris entlang in die Schlacht bei Megiddo, Pharao Schischak passierte hier 924 v. d. Z. auf seinem Feldzug nach Geser, Sultan Saladin, erster der ägyptischen Ayyubidenherrscher, führte nach seiner Machtübernahme 1171 auf diesem Wege seine Militärschläge gegen das Königreich Jerusalem. Um Reisen und Transport auf der Strecke zu erleichtern, errichteten Bauverantwortliche zu Zeiten jeweils besser organisierter Staatskunst auch Brücken im Verlauf der Via Maris. Im Zuge der militärischen Durchdringung und Sicherung des Heiligen Landes ließen im heutigen ʿAd Halom Mamluken eine Steinbogenbrücke, den Dschisr Isdud (Gescher ʿAd Halom) über den Fluss Nachal Lachisch errichten.
Napoléon I. nahm hier die Via Maris auf seinem letztlich bei der Belagerung von Akkon (1799) gescheiterten Feldzug von Ägypten nach Syrien und zurück. Ihm folgte 1831 der ägyptische Wālī Muhammad Ali Pascha, in einem Versuch seinen Lehnsherrn, den osmanischen Sultan abzuschütteln und ihm dabei im Ersten Ägyptisch-Osmanischen Krieg noch gleich dessen Eyâlets in der Levante abzunehmen. Von den Großmächten wieder in seine vorigen Herrschaftspositionen gehievt, setzten die Behörden des osmanischen Sultans und Chalifen die Brücke Ende des 19. Jahrhunderts in Stand.
Nach der Dritten Schlacht um Gaza (1.–7. November 1917) im Ersten Weltkrieg zog sich die dort unterlegene osmanische Armee im Bündnis der Mittelmächte zurück, meist ab Beit Chanun per osmanischer Militärbahn von der Küste nach atTina, einige osmanische Einheiten nahmen die Via Maris und passierten den Dschisr Isdud über den Nachal Lachisch (hebräisch נַחַל לָכִישׁ, arabisch وادي صقرير, DMG Wādī Ṣuqrīr, im Bereich der Brücke auch arabisch وادي [ابو] فاخرة, DMG Wādī [Abū] Fāḫira genannt). An dessen Nordufer errichtete die osmanische 8. Armee unter Friedrich Kreß von Kressenstein eine neue Verteidigungslinie der Palästinafront. Nach ihrem Rückzug über den Dschisr Isdud versuchten die Osmanen ihn zu sprengen, um ihn für die Verfolger unpassierbar zu machen, beschädigten die Brücke aber nur.

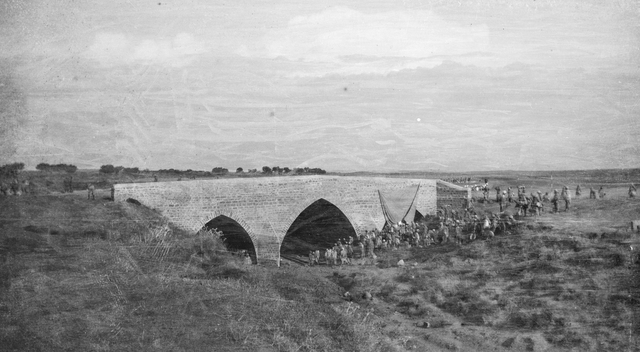
Arbeiter des Egyptian Labour Corps reparieren im November 1917 den Dschisr Isdud, den Osmanen auf ihrem Rückzug beschädigt hatten

Für die Triple Entente verfolgte die Egyptian Expeditionary Force (EEF) unter Edmund Allenby die sich zurückziehenden Streitkräfte der Mittelmächte durchs Tiefland Philistäas, wobei berittene Australian and New Zealand Army Corps (ANZAC) unter Edward Chaytor am 10. November 1917 den Dschisr Isdud erreichten. Kreß von Kressenstein ließ die anrückenden Entente-Kräfte durch die Artillerie der 8. Armee beschießen. ANZAC-Kräfte nahmen die beschädigte Steinbrücke schließlich ein und das osmanische Militär zog sich weiter zurück, worauf zwangsrekrutierte ägyptische Zivilisten des Egyptian Labour Corps (ELC) sie wieder in Stand setzten. Während die Mittelmächte eine neue Verteidigungslinie am Jarqon aufbauten, setzten die Entente-Kräfte ihnen nach.

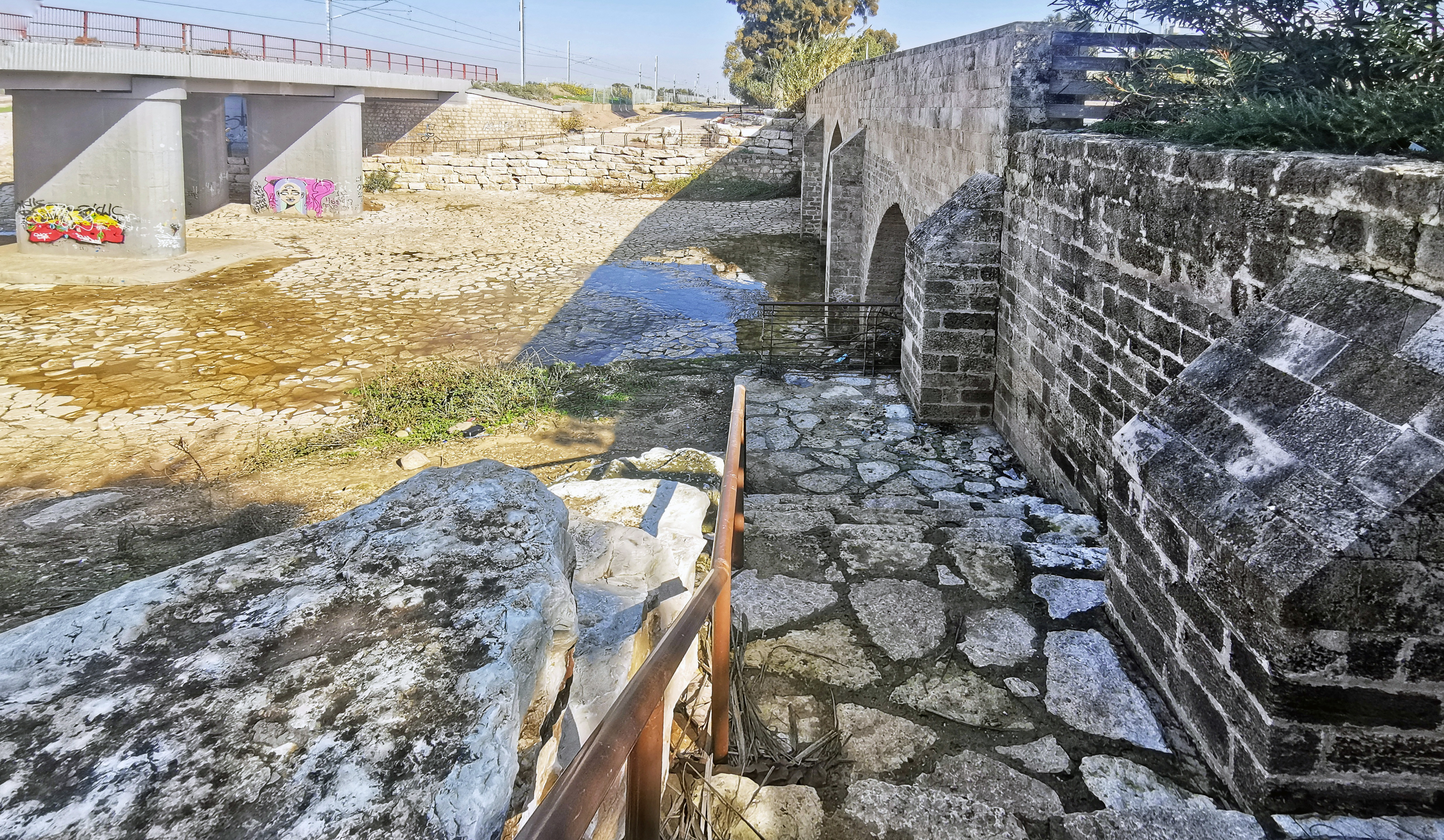
Nachal Lachisch überspannt von Sinai-Bahnbrücke (li.) und Gescher ʿAd Halom (re.), 2020

Um die vorrückenden Entente-Truppen logistisch zu unterstützen, errichteten Arbeiter des ELC für die Britischen Militärbahnen vom Sultanat Ägypten aus parallel zur Via Maris die Sinai-Bahn, während die Entente-Kräfte gegen die neue Verteidigungslinie der Mittelmächte am Jarqon vorstießen. Die Sinai-Bahn überspannt seit 1917 direkt nordwestlich der mamlukischen Brücke den Fluss, die aktuelle Bahnbrücke stammt aus der Zeit des zweigleisigen Ausbaus 2004/2005.
In den Jahren 1918 bis 1920 zogen die im Weltkrieg siegreichen Briten und Franzosen in den militärisch eingenommenen osmanischen Territorien neue Grenzen und teilten sie untereinander in ihre Occupied Enemy Territory Administrations (OETA) South, OETA North bzw. OETA East auf. In ihrer OETA South fassten die Briten verschiedene osmanische Gebiete zur neuen Region Palästina zusammen, das in christlichen Kreisen Europas und Amerikas schon länger unter dieser Bezeichnung Forschungsgegenstand war. Dabei leitet sich Palästina vom Namen der römischen Provinz Syria Palaestina (deutsch philistäisches Syrien) ab, den nach Niederschlagung des jüdischen Bar-Kochba-Aufstandes gegen ihre Herrschaft in Judäa im Jahre 135 die siegreichen Römer neu prägten, um ihre aufständische Provinz Iudaea und deren Namen als Herkunftsregion der Juden vergessen zu machen.
Der Völkerbund erteilte Britannien dann 1922 das Völkerbundsmandat für Palästina, womit die Bezeichnung Palästina in der Neuzeit erstmals für dieses Gebiet amtlich wurde. Das Vereinigte Königreich von Großbritannien und Irland hatte im Weltkrieg Untertanen des Osmanischen Reiches, die sich an dessen Niederringung beteiligen würden, Hoffnungen auf Erfüllung nationaler Aspirationen gemacht (den Haschimiten 1915/1916 durch die Hussein-McMahon-Korrespondenz, osmanischen Juden 1917 durch die Balfour-Deklaration). In den Bestimmungen des Mandats beauftragte der Völkerbund die zivile britische Mandatsverwaltung, das Heilige Land als jüdische Heimstatt und auf die Unabhängigkeit vorzubereiten. Entgegen den Bestimmungen trennten die Briten 1923 vom Mandatsgebiet dessen östlich des Flusses Jordan gelegenes Territorium als Transjordanien als arabisches Emirat für die Haschimiten ab.

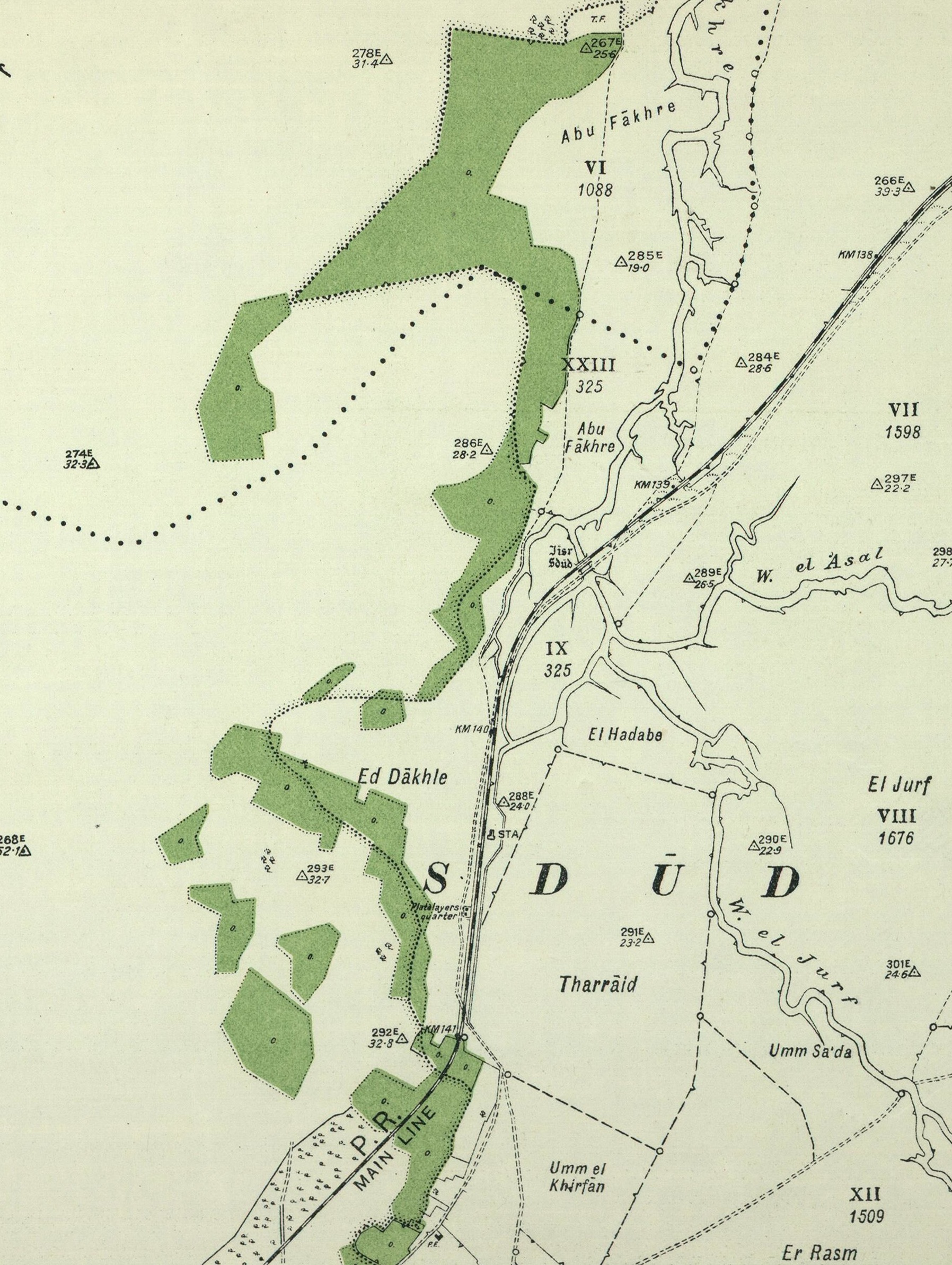
Heutiges ʿAd Halom in einer Karte von 1930 mit Bahnhof Isdud (zwischen S und D des Namens Sdud) und Brücken über den Nachal Lachisch (über der IX), dessen oberer Lauf hier als W. el-Jurf und dessen Zufluss als W. el-ʿAsal bezeichnet ist

Die britische Mandatsverwaltung Government of Palestine modernisierte das Land nach britischen Standards in Verwaltung, Justiz, Schulwesen und Wirtschaft. Jüdische Einwanderer trugen zu Aufbau und Aufschwung des Mandatsgebiets bei, was auch Beschäftigung für nichtjüdische Araber schuf, die aus dem ländlichen Raum in Städte wie Haifa, Jaffa und Jerusalem zogen und auch aus Ägypten und den Mandatsgebieten Mesopotamien (später Iraq), Libanon und Syrien sowie dem Emirat Transjordanien nach Palästina einwanderten. Der damit einhergehende soziale und kulturelle Wandel wie die Urbanisierung von Landbewohnern seit Entstehen des modernen Palästinas führte zu Unmut unter arabischen nicht-jüdischen Einheimischen.
Den Unmut äußerten sie auch in Gewalt gegen jüdische Palästinenser in Pogromen und ähnlichen antijüdischen Ausschreitungen (Unruhen von Jaffa 1921, Massaker von Hebron (1929) oder Ausschreitungen in Safed 1929) und auch gegen die britische Mandatsmacht während des Großen Arabischen Aufstands in Palästina (1936–1939), seinerzeit größte Erhebung gegen eine britische Kolonialverwaltung, Gewalt richteten sie jedoch nicht gegen arabische Immigranten aus Nachbarländern, die oft als Ungelernte in das Arbeitsmarktsegment strebten, in dem sich sowieso schon viele arabische Palästinenser drängten.

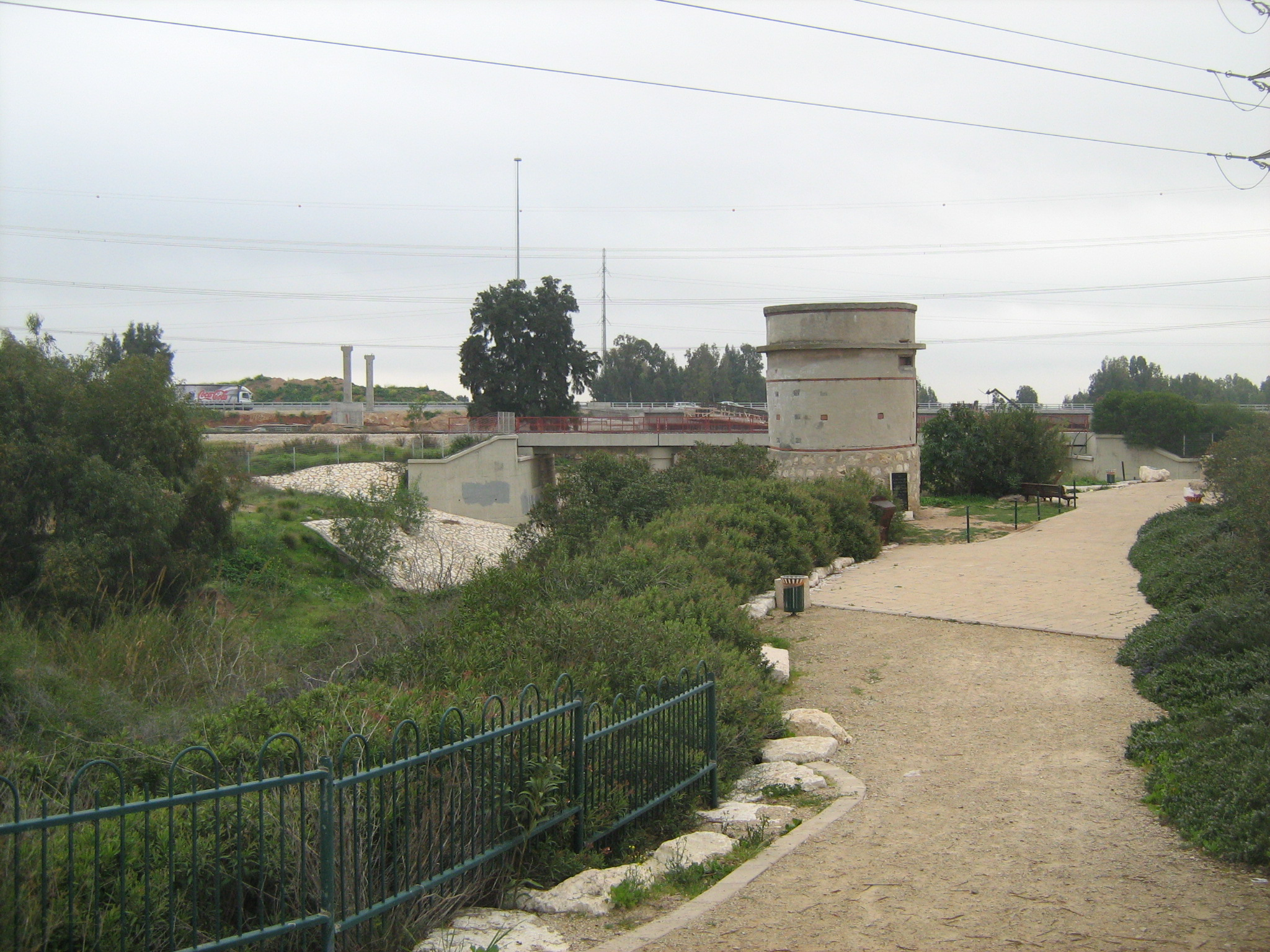
Pillbox vor Sinai-Bahnbrücke in ʿAd Halom 2009, dahinter Straßenbrücken

Nach zahlreichen bewaffneten arabischen Überfällen auf die Bahnen errichtete die Mandatsmacht eine Reihe von Pillboxen zur Bewachung wichtiger Infrastruktur, eine davon 1936 neben den Brücken über den Nachal Lachisch. Die Mandatsmacht erwehrte sich vehement der arabischen Aufständischen. Da sie keine problematischen Reaktionen militanter jüdischer Palästinenser erwarteten, während die Anführer der Aufständischen das Ende der Einwanderung von Juden verlangten, begrenzten die Briten – gegen die Wünsche vieler jüdischer Palästinenser, die auf die Mandatsbestimmung hinsichtlich der Förderung einer jüdischen Heimstatt verwiesen – die jüdische Einwanderung durch strenge Aufnahmekriterien drastisch, ließ aufgegriffene illegal eingewanderte Juden verhaften, internieren und etwa 50.000 nach Britisch-Zypern abschieben.
Die an sich ebenfalls regelbasierte arabische Immigration kontrollierte die Mandatsmacht jedoch nicht und ließ illegale arabische Einwanderer unbehelligt.:214 Auch freien Landverkauf in Palästina erschwerte der Government of Palestine in den 1940 novellierten Land Transfer Regulations. Wer jüdische Käufer für seinen Landverkauf wählte, musste sich in 63 bis 95 % des Mandatsgebietes andere Käufer suchen, auch wenn diese weniger böten oder gar nicht zu finden waren.
Aus Reihen jüdischer Palästinenser, deren viele die Briten im Zweiten Weltkrieg so unterstützten, als gäbe es keine britischen Beschränkungen gegen Juden in Palästina, begann – entgegen der für die Dauer des Kriegs ausgerufenen Politik der Havlagah (hebräisch הַבְלָגָה ‚Zurückhaltung‘) – die Irgun einen Aufstand, die Jüdische Insurrektion (1944–1947) gegen die Mandatsmacht, da viele meinten, Britannien danke ihnen ihre Anstrengung im Krieg nicht. Nach dem Krieg beteiligte sich auch die Hagannah an Attacken gegen die Infrastruktur der Mandatsmacht. In der Nacht der Brücken (לֵיל הַגְּשָׁרִים Lejl haGscharīm), ein landesweit geführter Mehrfachanschlag des Palmach gegen elf Brücken am 16./17. Juni 1946, sprengten Palmachniks den Mittelbogen des Gescher ʿAd Halom. Das palästinensische Public Works Department ersetzte den gesprengten Mauerbogen umgehend durch einen aus Beton.
Der Verluste an Menschenleben und der Kosten als Mandatsmacht überdrüssig gab das Vereinigte Königreich das Mandat an die UNO, Rechtsnachfolgerin des Völkerbunds, zurück. Angesichts der militant geführten Gegensätze zwischen den nationalen Bewegungen im Lande erschien der Weg eines binationalen arabisch-jüdischen Palästinas unmöglich. Die UNO bestimmte also einen Weg, die Völkerbundsvorgaben der jüdischen Heimstatt und die Unabhängigkeit aller Einwohner Palästinas zu sichern: der UN-Teilungsplan für Palästina. Am 29. November 1947 beschlossen die Vertreter der in den UN vereinten Nationen mit Mehrheit, im folgenden Mai Palästina in einen arabischen und einen jüdischen Staat zu teilen und beide in die Unabhängigkeit zu entlassen. Laut Teilungsplan sollte das Gebiet des heutigen ʿAd Halom Teil des zu gründenden arabischen Staates sein.
Sollte in Teilen Palästinas überhaupt ein Staat für Juden gegründet werden – neben einem für nichtjüdische Araber – kündigten die benachbarten Staaten Königreich Ägypten, Königreich Irak, Libanon, Saudi-Arabien, Syrien und Transjordanien – sämtlich Mitglieder der Arabischen Liga – die Invasionen ihrer Streitkräfte an. Im Vorgriff auf den Einmarsch der Streitkräfte oben genannter Staaten mühten sich die nationalen Bewegungen im Lande – antizionistische überwiegend nichtjüdische einerseits und andererseits zionistische überwiegend jüdische Palästinenser – darum, auch mit Gewalt Positionen und Posten einzunehmen bzw. zu halten, die im bevorstehenden Krieg strategisch wichtig erschienen, was sich zum Bürgerkrieg zwischen arabischen und jüdischen Palästinensern auswuchs.
In Vollzug des bevorstehenden Endes des britischen Mandats zog britisches Militär- und Amtspersonal sich schrittweise zurück, in den peripheren Teilen Palästinas beginnend. Ohne britische bewaffnete Organe in Negev und Philistäas Tiefland begannen südlich Lods vermehrt Überfälle auf strategische Punkte und Routen. Ab März 1948 blockierten arabische Milizen, die keinem zentralen Kommando unterstanden, für jüdische Reisende und ihre Transporte die Wege von und zu vielen inmitten vorwiegend arabischer Siedlungsräume vereinzelt gelegenen jüdischen Orten – die Via Maris war seit dem 26. des Monats für Juden von Yibna an südwärts versperrt. Die Hagannah eskortierte Konvois mit gepanzerten Fahrzeugen, was als Ringen um die Wege (מַאֲבָק עַל הַדְּרָכִים Maʾavaq ʿal haDrachīm) in die Militärgeschichte einging. Mit der Operation Baraq (hebräisch מִבְצַע בָּרָק Mivza Baraq; 4.–15. Mai 1948) entsandte die Hagannah ihre Givʿati-Brigade zum Entsatz der abgeschnittenen jüdischen Orte, wozu die Brigade 16 arabische Orte eroberte, von denen jeweils Blockaden ausgingen, wobei deren Einwohner einenteils flohen und anderenteils vertrieben wurden.
In Abwehr der befürchteten ägyptischen Invasion sprengte auf Befehl Jiggaʾel Jadins, stellvertretender Generalstabschef der Hagannah, eine Einsatzgruppe der ohnehin in der Gegend operierenden Givʿati-Brigade am 12. Mai 1948 die damals Dschisr Isdud genannte Brücke über den Wadi Fachira im Verlauf der historischen Via Maris. um einen ägyptischen Vorstoß auf Tel Aviv aufzuhalten. Am Vorabend des Schabbat, den 14. Mai 1948, an welchem das britische Mandat um Mitternacht auslief, verlas im bereits von Briten geräumten Tel Aviv David Ben-Gurion die Erklärung der Unabhängigkeit Israels, die der Volksrat (hebräisch מוֹעֶצֶת הָעָם Mōʿetzet haʿAm; Übergangsparlament jüdischer Palästinenser mit Vertretern aller Parteien in der Repräsentantenversammlung des Jischuvs) früher am Tage beschlossen hatte.

Israelisch gehaltene, teils eingeschnürte Gebiete (grau umrissen) mit Vorstößen Ägyptens (rot) und Transjordaniens (blau) auf Israels Schmalstellen, Juni 1948

Am Sonnabend, den 15. Mai 1948, überschritt die ägyptische Armee bei Rafah die Grenze und marschierte zunächst in palästinensisches Gebiet ein, das laut UN-Teilungsplan zum arabischen Staat gehören sollte, den auszurufen aber niemand die Initiative ergriff. Die ägyptische Armee kämpfte sich entlang der Via Maris durch mehrere unerwartet langwierige Gefechte um kleine israelische Ortschaften, sämtlich am Ende unterlegen. Auch bei al-Maǧdal ʿAsqalān (arabisch المجدل عسقلان) kam das ägyptische Heer zum Halten.
Am 28. Mai, der Tag als die unterlegenen Israelis das Jüdische Viertel in Jerusalems Altstadt der transjordanischen Arabischen Legion überlassen mussten, passierten ägyptische Streitkräfte unter Muhammad Nagib Nizzanim, aus dem Beobachter der Hagannah eine Kolonne von etwa 1.300 Panzern, gepanzerten Fahrzeugen und schweren Geschützen meldeten. Tags darauf erreichten die ägyptische Streitkräfte das Dorf Isdud (arabisch إسدود), nahmen anderthalb Kilometer nördlich davon den Bahnhof Isdud ein, bevor sie mit 500 gepanzerten Fahrzeugen und 2.300 Soldaten noch einmal zwei Kilometer weiter am gesprengten Dschisr Isdud zum Halten kamen.
Bis Tel Aviv waren es nur 35 Kilometer. Der Vorstoß zielte darauf, die israelisch gehaltenen Gebiete in der Schfelah zu durchtrennen, wo Ägypter von Süden und Transjordanier von Norden kommend aufeinander treffen würden. Damit hätten beide Streitmächte die Verbindung zwischen dem Raum Tel Aviv, der Ebene Scharon und dem Norden in israelischer Hand und dem belagerten, israelisch gehaltenen Teilen Jerusalems abgeschnitten.
| אתמול קבלנו ידיעה מדאיגה שטור גדול של המצרים (כאלף כלי רכב) מתקדם צפונה דרך אשדוד ונמצא כבר קצת צפונה מאשדוד. נתנו הוראות לחיילותינו הנמצאים בסביבה זו. התקדמות המצרים חיבלה במקצת בתכניתנו לגבי פעולה באוויר. המסרשמיטים צריכים היו לעשות את הפעולה הראשונה לאור הבוקר – להפציץ את בסיס הספיטפיירים המצריים באל עריש. זוהי שנסה להשמיד מספר של ספיטפיירים. אבל לאחר ששמענו על התקדמות המצרים החלטנו להפעיל מיד את המסרשמיטים שיפציצו את הטור. הידיעות האחרונות הן שהטור עומד באשדוד. ייתכן שזה מותאם עם הלגיון בקשר לירושלים והכוונה היא למשוך את כוחותינו לדרום ולהקל על כיבוש ירושלים. | “ |
| – David Ben-Gurion, gemäß Protokoll der Sitzung der Provisorischen Regierung Israels vom 30. Mai 1948 zum Thema „Überblick über die militärische Lage“, S. 2. Archiv des Staates Israel |   |

„Gestern erhielten wir alarmierende Nachricht, dass eine große Kolonne Ägypter (etwa tausend Fahrzeuge) durch Aschdod nach Norden vorrückt und sich bereits etwas nördlich von Aschdod befindet. Wir haben unseren Soldaten, die sich in diesem Umfeld befinden, Anweisungen gegeben. Der Vormarsch der Ägypter hat unseren Aktionsplan in der Luft etwas sabotiert. Die Messerschmitts hätten im Morgengrauen die erste Aktion durchführen sollen – die ägyptische Spitfire-Basis in al-ʿArisch bombardieren. Dies ist ein Versuch, mehrere Spitfires zu zerstören. Doch nachdem wir vom ägyptischen Vormarsch erfahren hatten, beschlossen wir, sofort die Messerschmitts zu aktivieren, um die Kolonne zu bombardieren. Die neuesten Nachrichten besagen, dass die Kolonne in Aschdod steht. Es ist möglich, dass dies mit der [Arabischen] Legion im Zusammenhang mit Jerusalem koordiniert wird und die Absicht darin besteht, unsere Streitkräfte nach Süden zu ziehen und die [arabische] Besetzung Jerusalems zu erleichtern.“
Am frühen Abend des 29. Mai 1948 überraschten die Flieger Modi Allon (Israel), Eddie Cohen (1922–1948; Südafrika), Lou Lenart (USA) und Eser Weizmann (Israel) in ihren vier Messerschmitt-Jagdflugzeugen vom Typ Avia S-199 die ägyptischen Einheiten zwischen Isdud und Nachal Lachisch, als diese per Bailey-Brücke zwischen den erhaltenen Brückenbögen über den Fluss übersetzen wollten. Es war der erste Kampfeinsatz der israelischen Luftwaffe. Die ägyptische Flugabwehr schoss Cohen ab. Der Luftangriff verursachte weniger Personenschaden unter ägyptischen Soldaten als ein Erschrecken darüber, dass Israel unerwarteterweise über eine eigene Luftwaffe verfügte. Die Ägypter hielten inne, was den Israelis Zeit gab, am Nachal Lachisch wirksam eine Verteidigungslinie mit Feldbefestigungen aufzubauen, die sie durch den gesamten Krieg um Israels Unabhängigkeit halten konnten. Brigadegeneral Nagib richtete sein Hauptquartier in ʿAd Halom im Bahnhofsgebäude ein.
In der Nacht vom 30. auf den 31. Mai überfielen zwei Kompanien der Givʿati-Brigade die ägyptischen Streitkräfte im Bereich der Brücke und zwei Tage später, in der Nacht vom 2. auf den 3. Juni, begann die israelische Operation Philistäa (hebräisch מִבְצַע פְּלֶשֶׁת Mivza Pleschet). 1.300 Soldaten der Givʿati- und Negev-Brigade, unterstützt von sechs Artilleriegeschützen und einer Jeep-Kompanie traten einer Streitmacht von etwa 2.300 Mann an ägyptischen Soldaten und einheimischen arabischen Kämpfern entgegen. Den Angriff gegen den ägyptischen Hauptpulk am Dschisr Isdud führte Zvi Zur mit zwei Kompanien des 54. Bataillons und einer des 51. Bataillons, Elijjahu Katz attackierte mit Truppen des 57. Bataillons der Givʿati-Brigade den Bahnhof als Ablenkungsmanöver, während ein Bataillon der Negev-Brigade unter Jochanan Zariz (יֹוחָנָן זָרִיז) das Dorf Isdud angriff, um die Via Maris für ägyptische Verstärkung zu blockieren. Die gesamte Operation Philistäa scheiterte.
Am 7. des Monats verlor die Givʿati-Brigade auch noch die Schlacht um Nizzanim, das seit Dezember unter arabischer Belagerung nur selten erreicht und versorgt werden konnte, womit Israel seine größte Niederlage in diesem Krieg erfuhr. In der Nacht vom 7. auf den 8. Juni des Jahres führte der Palmachnik Siegbert Koch von der Deutschen Abteilung (הַמַּחְלָקָה הַגֶּרְמָנִית) einen weiteren Angriff im heutigen ʿAd Halom und auf Isdud, das israelische Soldaten zwar eroberten aber nicht halten konnten, aber ebenfalls scheiterte. Im Oktober 1948 gelangen Israels Streitkräften Zahal Vorstöße anderwärts (Operation Joʾav, hebräisch מִבְצַע יוֹאָב Mivza Jōʾav; 15.–22. Oktober 1948), worauf Nagib der ägyptischen Streitmacht den Rückzug ins Gebiet um Ġazzah, in den heutigen Gazastreifen, befahl. Der Zahal nahm ʿAd Halom erst am 27. Oktober 1948 ein. Das Dorf Isdud kam tags darauf an Israel.
Wo der Nachal Lachisch ins Mittelmeer mündet, gründeten 22 eingewanderte geflüchtete marokkanische Familien Aschdod, die dort ab November 1956 in Notunterkünften (hebräisch מַעְבָּרוֹת Maʿabbarōt) kampierten,:34 zu denen im Juli 1957 mit Ägyptern weitere aus muslimischen Ländern vertriebene arabische Juden hinzustießen. Obwohl Aschdod im Konzert der israelischen Anliegergemeinden der Sinai-Bahn über die Jahre mehrfach regelmäßige Reisezugverbindungen forderten, bot die Rakkevet Israel (RI) nur sporadischem Bahnverkehr wie beim landesweiten Busstreik 1956 zwischen Bahnhof Jad Mordechai und Bahnhof Tel Aviv, in den Jahren 1972/1973 zwischen Ġazzah und Tel Aviv Darom oder 1992/1993.
Von April 1961 bis November 1965 ließ Israels Regierung den Hafen von Aschdod anlegen, der zunächst vor allem dem Export von Massengut diente, wie Mineralien aus der Gewinnung der Mifʿalei Jam haMelach in Sodom und Phosphat aus dem Abbau in Oron, die mit Güterzügen im Hafen ankommen. Dieser erhielt im November 1961 einen Anschluss zur Sinai-Bahn im Bereich des Bahnknotens Zomet Pleschet (hebräisch צֹמֶת פְלֶשֶׁת ‚Kreuzung Philistäas‘). In ʿAd Halom besteht reger Schienengüterverkehr, seit die Rakkevet Israel (RI) zwischen der Südbahn der Hauptlinie und der Sinai-Bahn die Cheletz-Bahn als abkürzende Querverbindung für den Massenguttransport von Oron und Sodom zum Hafen Aschdods erbaute. Die Cheletz-Bahn, die im November 1982 in Betrieb ging, erreicht die Sinai-Bahn bei Mavqiʿim 19 Kilometer südlich ʿAd Haloms.

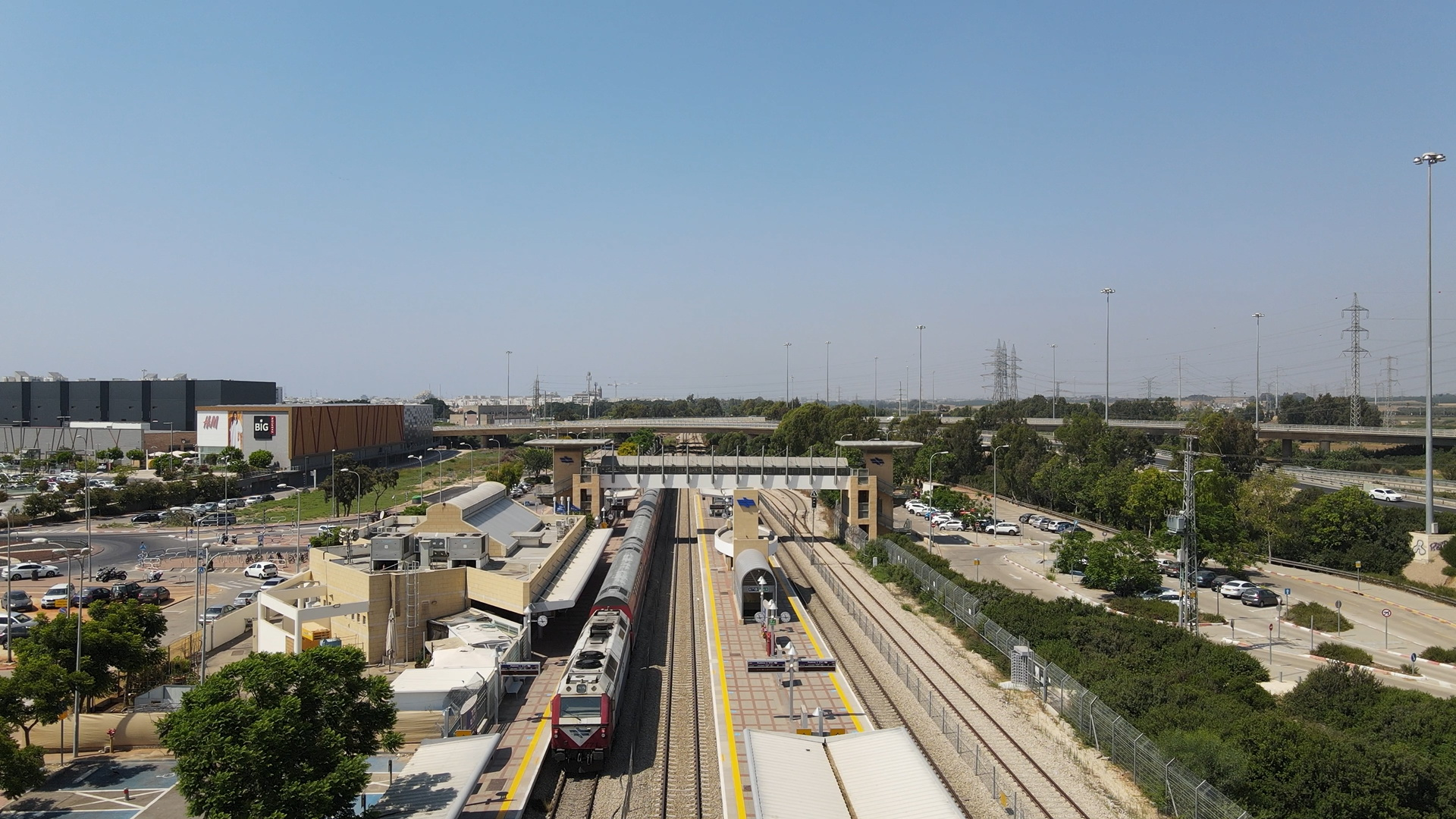
ʿAd Halom mit Bahnhof, dessen viertes Gleis rechts Zugdurchfahrten wie im Güterverkehr dient, 2020

Auf Grund der Beliebtheit der im Juni 1995 wieder aufgenommenen nordwärtigen Reisezugverbindung, nunmehr zum neu angebundenen Bahnhof Tel Aviv Savidor Merkaz, entschied die RI, die Sinai-Bahn im Abschnitt vom Bahnknoten Zomet Pleschet bis Aschdod zu modernisieren. Im Jahre 2002 folgten die Ausschreibungen und im Jahr darauf begannen die Arbeiten. Dabei war der Bahnhof Aschdod vollständig zu erneuern.
Nach Schluss der letzten Lücke zwischen Bahnhof Javneh Maʿarav auf der kürzeren, neu erbauten Bahnstrecke Tel Aviv–Pleschet und der Zomet Pleschet 2012 richtete die Rakkevet Israel ab 4. August 2013 über diese neue Route Verbindungen zwischen Aschqelon via Aschdod und Tel Aviv ein, was die Fahrtzeit von 45 Minuten (via Lod) auf etwa 35 Minuten (via Bat Jam) verkürzte. Die 2015 eröffnete Westliche Negevbahn Aschqelon–Beʾer Scheva zweigt südlich Aschqelons von der Sinai-Bahn ab und schuf eine neue Verbindung durch die Wüste Negev zur südisraelischen Metropole Beʾer Scheva.

## Park ʿAd Halom
Bestehende historische Stätten und Denkmale im nördlichen ʿAd Halom wurden in eine Grünanlage einbezogen, die zum 50-jährigen Bestehen Israels 1998 als Park ʿAd Halom (hebräisch פָּארְק עַד הֲלוֹם Pārq ʿAd Halōm) eröffnete. Dazu gehören eine britische Pillbox von 1936 zur Sicherung der Brücken über den Nachal Lachisch gegen Anschläge arabischer Aufständischer und ein Militärbunker aus Beton im einstmals schwer umkämpften Gefechtsfeld, den die ägyptische Armee 1948 als Feldbefestigung anlegte, da sie sich auf einen längeren Stellungskampf einstellte.

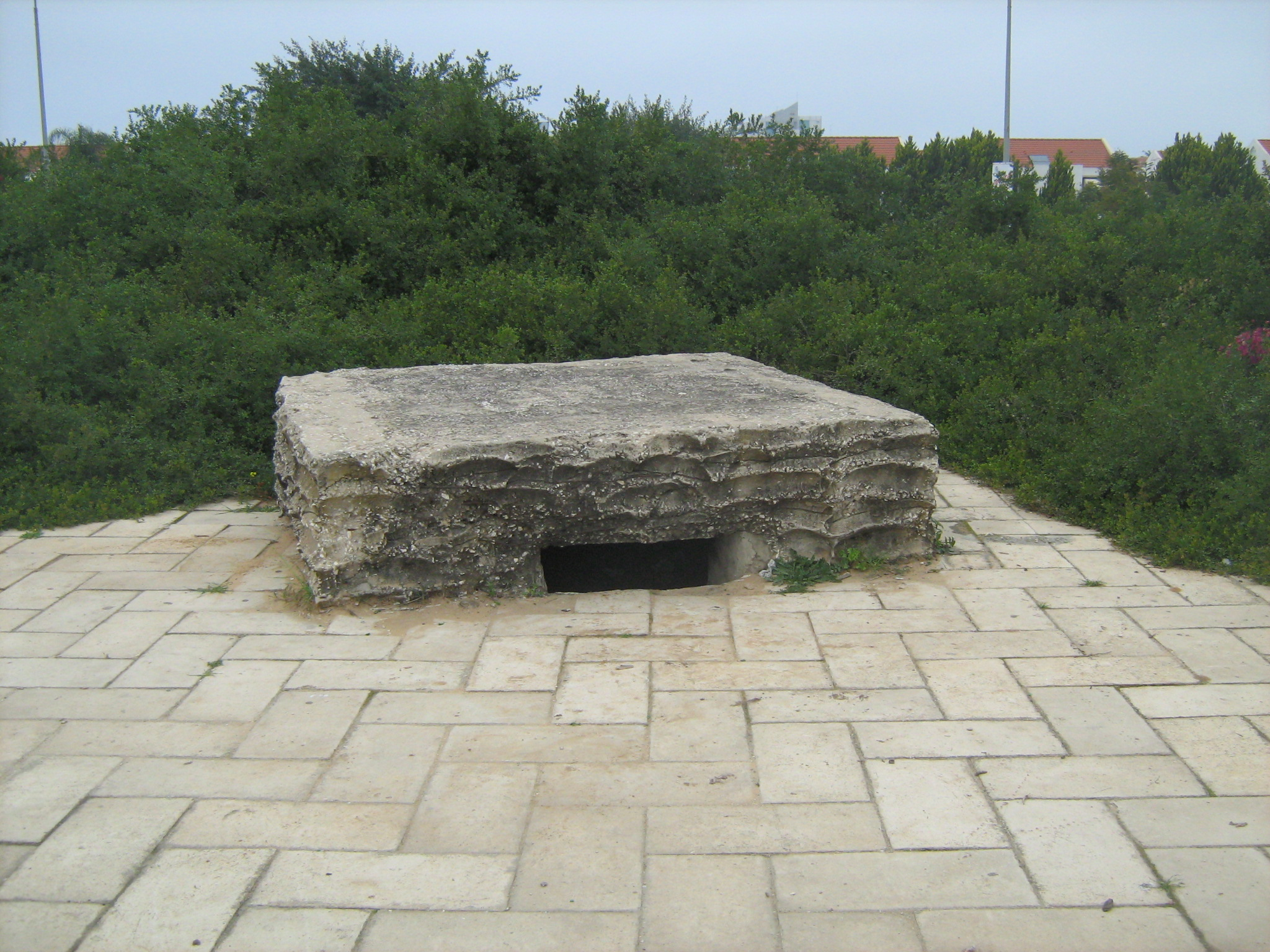
Ägyptischer Bunker mit Sockel eines Maschinengewehrs, 2009

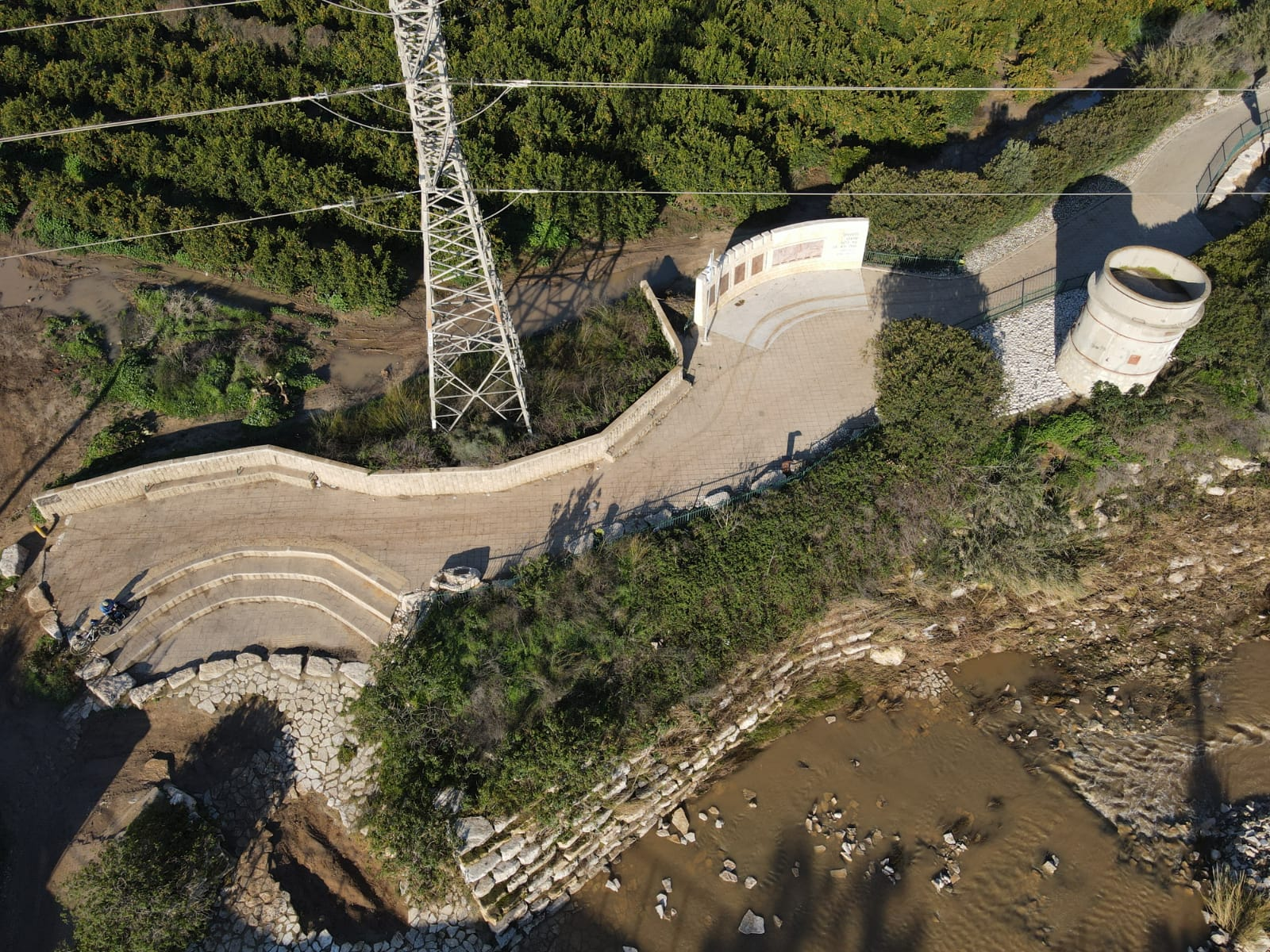
Halbrunder Auskuck zum Gescher ʿAd Halom, Givʿati-Gedenkwand und Pillbox am Nachal Lachisch, 2022

In der Deckplatte des Bunkers sind die Halterungen für ehemals dort befestigte Vickers-Maschinengewehre zu erkennen. Weiterhin finden sich im Park zwei Gefallenenmale, je eins für ägyptische und israelische Soldaten, die hier im Stellungskampf und bei Sturmattacken zwischen Ende Mai und Oktober 1948 im Krieg um Israels Unabhängigkeit ihr Leben ließen.
Der Hauptzugang zum Park ʿAd Halom befindet sich an den Sderot Moscheh Sneh. Zwischen dem auffälligen Obelisken für die 1948 gefallenen Ägypter und dem Busdepot Aschdod besteht eigens eine Zufahrt zu Stellplätzen für Parkbesucher. Der Park schließt Naturreservate am Nachal Lachisch ein und am nördlichen Parkrand Bestände alter Sykomoren. Im Park finden sich auch alte Anabäume als Allee den stillgelegten alten Verlauf der Via Maris entlang, hier westlich parallel zur Sinai-Bahn.:127 Dies ist das nördlichste Vorkommen dieser Spezies in Israel.:127 Diesem alten Verlauf südwärts folgend ist 800 Meter weiter der westliche Vorplatz am Bahnhof Aschdod – ʿAd Halom erreicht.

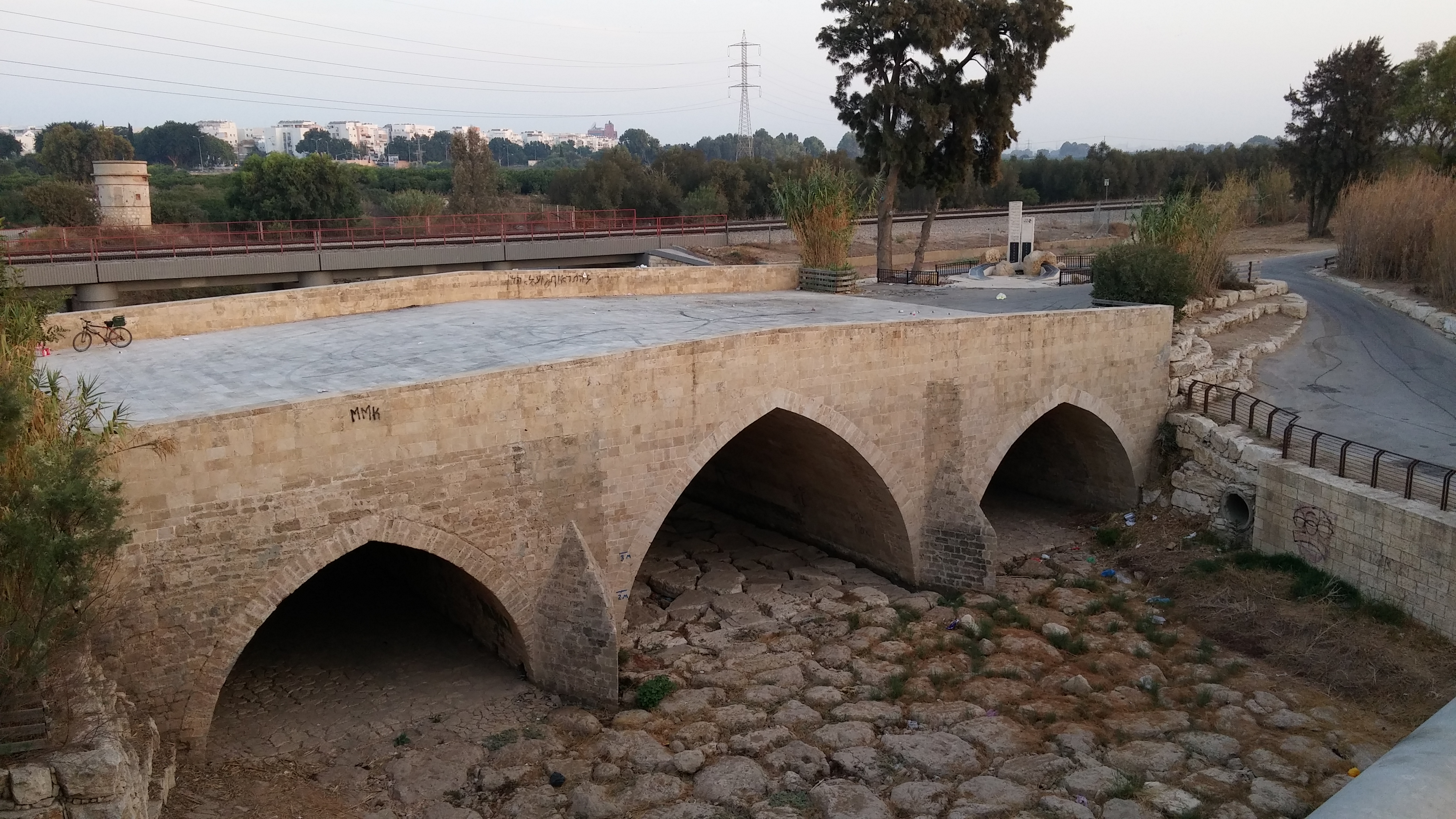
Gescher ʿAd Halom, Ehrenmal der Netivei Jisraʾel und britische Pillbox, 2016

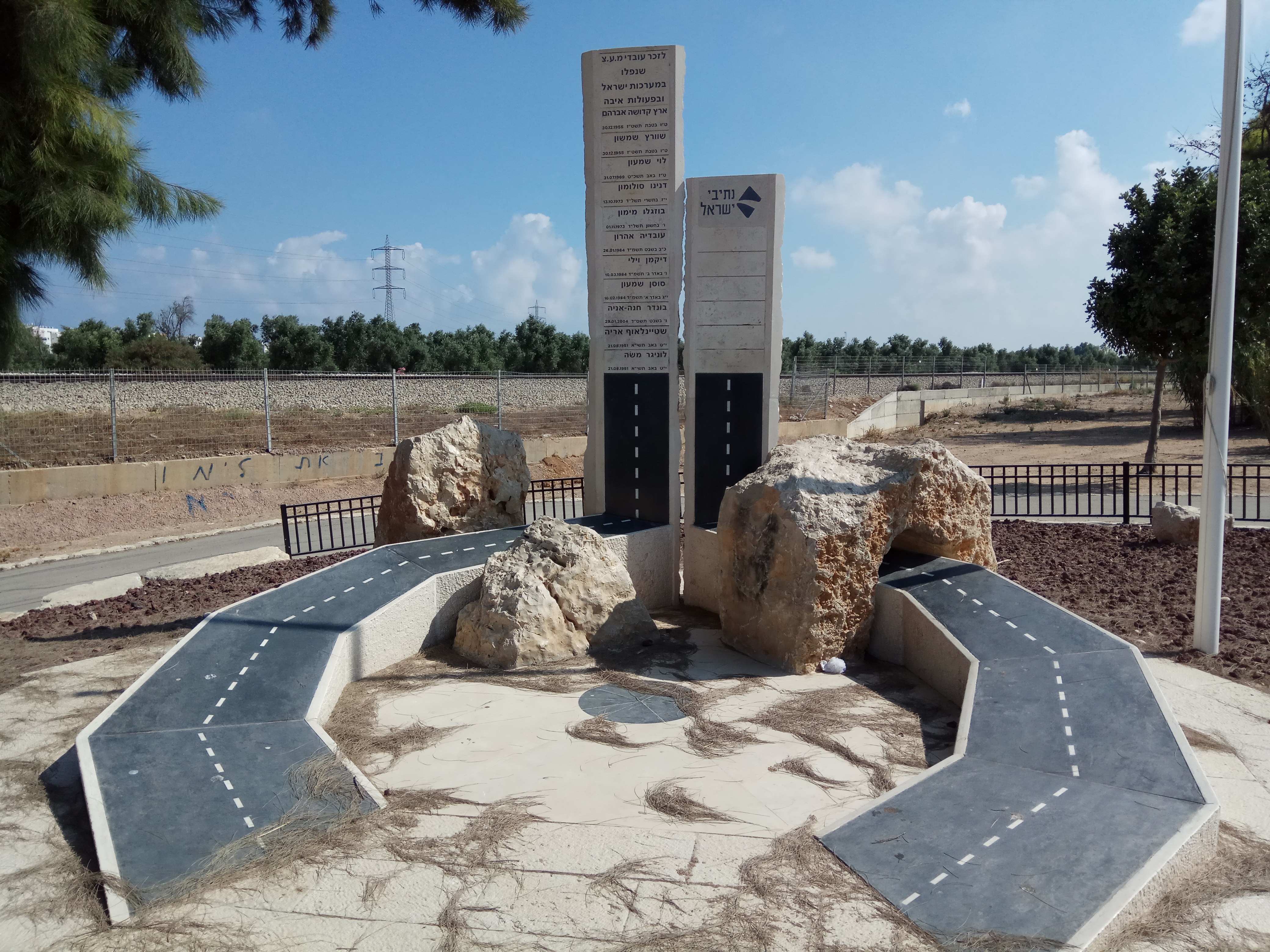
Ehrenmal der Netivei Jisraʾel, 2019

Ein runder Platz im Park, dessen Pflasterung eine Kompassrose darstellt und deren Spitzen auf 1948 wichtige strategische Orte und ihre Entfernungen von ʿAd Halom verweisen, verdeutlicht wie weit der ägyptische Vorstoß ins israelische Kernland hineinreichte. In Sichtweite erhebt sich die Pillbox, der gegenüber das Ehrenmal für die Gefallenen der Givʿati-Brigade steht. Davon südlich am Flussufer befindet sich ein kleines Halbrund dreier abgestufter steinerner Sitzreihen nach Art eines römischen Theaters, das als Auskuck unter der Bahnbrücke hindurch einen Blick auf die historische Straßenbrücke, den Gescher ʿAd Halom gewährt, den die staatliche Infrastrukturgesellschaft Netivei Jisraʾel, fachlich unterstützt durch die Altertümerbehörde, 2009/2010 hat denkmalgerecht restaurieren lassen.
Von jenem Halbrund aus kann man die Bahnbrücke unterqueren, um zur alten Straßenbrücke selbst zu gelangen, bei Hochwasser des Nachal Lachisch jedoch ist dieser Zugang überspült. Am nordöstlichen Brückenabsatz errichteten die Netivei Jisraʾel 2015 links der Fahrbahn eine Gedenkstätte mit Namen und Lebensdaten ihrer Mitarbeiter und derjenigen ihrer Vorgängergesellschaften (wie die MaʿA"Z), die in Kriegen gegen Israel oder bei Terror gegen Israelis ihr Leben ließen. Auch östlich parallel der Sinai-Bahn zwischen dieser und der Autobahn Kvisch  besteht ein Wander- und Radweg, der 900 Meter weiter südlich am östlichen Vorplatz des Bahnhofs Aschdod – ʿAd Halom endet. Auch an der Ostseite der Autobahn entstand mit deren Ausbau die Ṭajjelet KKL ʿAd Halom / טַיֶּלֶת קָקָ"ל עַד הֲלוֹם, ein Wanderweg zur östlichen Umgehung Aschdods.

### Obelisk für 1948 gefallene Ägypter

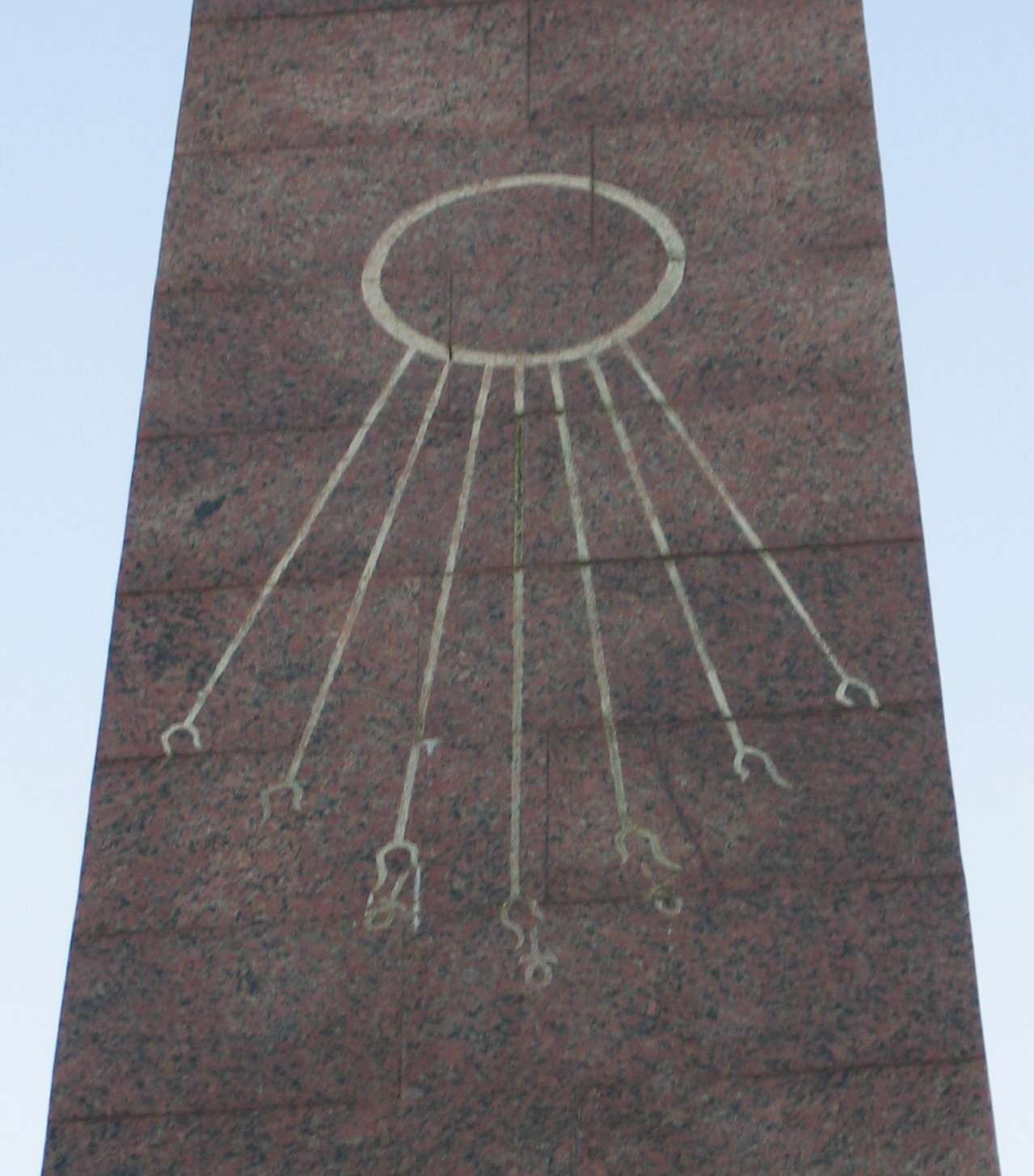
Sonnenscheibe Atons am Obelisken, 2009

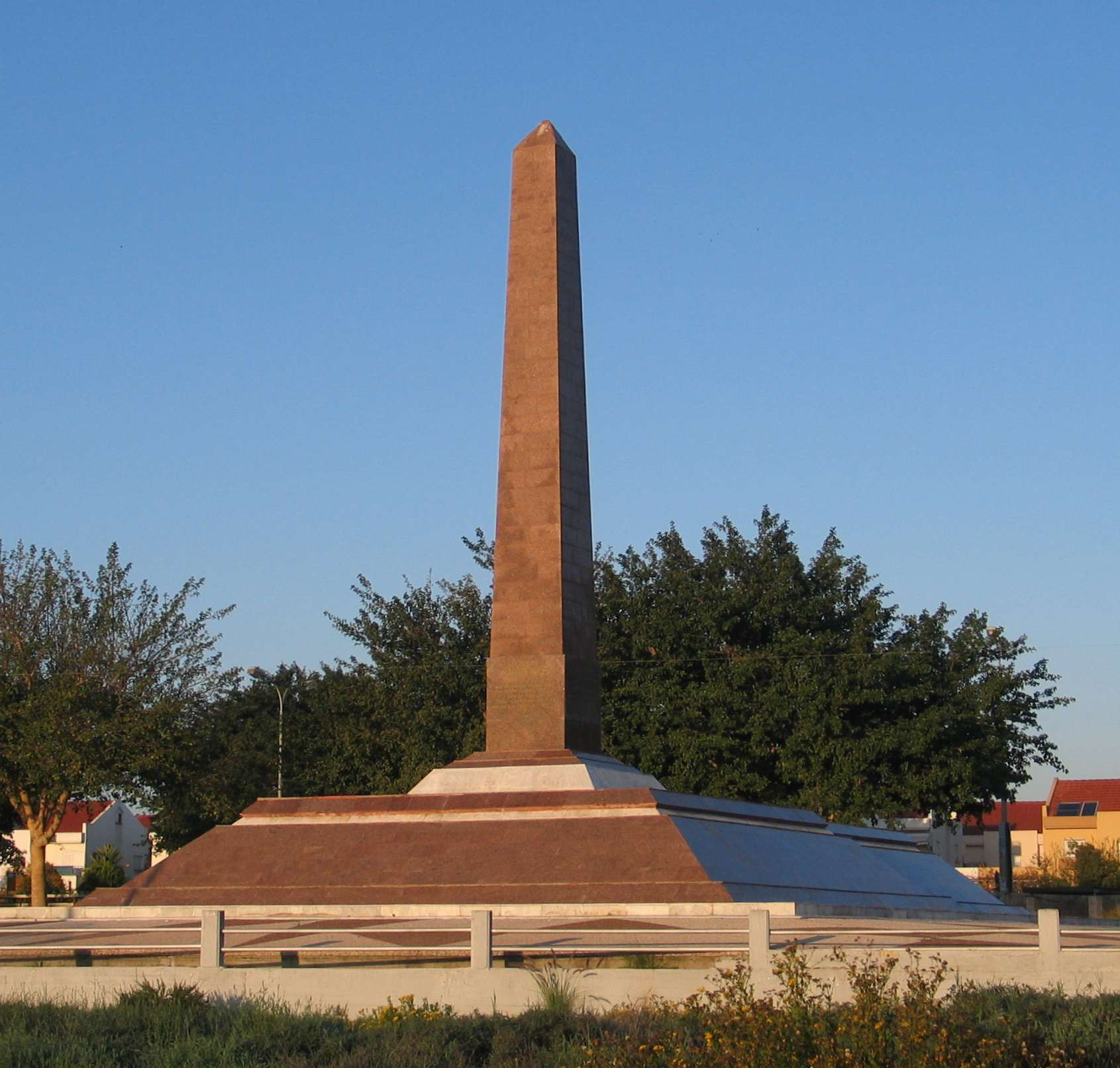
Obelisk für 1948 gefallene Ägypter, 2023

Im Rahmen des Camp-David-Abkommens kamen Ägypten und Israel 1978 überein, im Gegenzug für die Belassung zweier auf der Halbinsel Sinai bestehender israelischer Gefallenenmale zwei ägyptische Kriegerdenkmale auf israelischem Boden zu errichten. Deren eines ist der Obelisk für 1948 gefallene Ägypter, den Ahmad ʿAbd al-ʿAziz 1989 schuf,:128 und die ägyptische Botschaft in Israel als verantwortliche Bauherrin durch palästinensische Bauleute ausführen ließ.
Auf einer rechteckigen erhöhten Plattform, deren Schmalseite auf die Sderot Moscheh Sneh ausgerichtet ist, erhebt sich in seinem von der Straße aus gesehen hinteren Drittel mittig ein Obelisk in rotem ägyptischem Granit. An den vier Seiten seines Sockels erinnern die Worte, übersetzt auf deutsch «Zum Gedenken an die gefallenen Soldaten der Schlacht bei Isdud», auf Arabisch, Englisch, Hebräisch und in ägyptischen Hieroglyphen, an die hier im Krieg gegen Israels Unabhängigkeit getöteten Ägypter.
Weiter oben am Obelisken ist eine Sonnenscheibe des ägyptischen Sonnengottes Aton eingemeißelt, womit – wie auch mit den Hieroglyphen – Ägypten als Auftraggeber deutlich Bezug auf sein antikes Erbe nimmt. Pharao Echnaton und Nofretete verehrten Aton in ihrem Versuch die Vielgötterei durch Monotheismus zu überwinden, worin manche Gelehrte (unter anderen Sigmund Freud) eine Quelle des jüdischen Eingottglaubens sehen. Zudem sind die Namen vier ägyptischer Offiziere unterschiedlicher Ränge am Obelisken verzeichnet.
Der Standort in ʿAd Halom ist wohlgewählt, da hier an gleichnamiger Brücke den Ägyptern 1948 der weiteste Vorstoß ins Herzland zur Zerschlagung Israels gelang, der im Erfolgsfall den arabischen Invasoren den Sieg hätte bringen können. Gleich nördlich des Obelisken befindet sich ein ägyptischer Militärbunker. Zwischen Bunker und Obelisken stehen eine Reihe großer Sykomoren. Zudem liegt der Ort an der Strecke, die frühere ägyptische Feldzüge passierten, wie jener Pharao Thutmosis III. 1457 v. d. Z. in die Schlacht bei Megiddo oder der Pharao Schischaks 924 v. d. Z. nach Geser, gegen das Königreich Juda und das Nordreich Israel.
Nach dem Krieg um Israels Unabhängigkeit 1948/1949 dauerte es eine Generation und drei weitere Kriege (Sueskrise 1956, Sechstagekrieg 1967 und Jom-Kippur-Krieg 1973), bis die beiden Feinde 1979 in Washington D.C. den Friedensvertrag zwischen Israel und Ägypten schlossen, den beide Seiten seither getreulich wahren. Im Jahr des 50-jährigen Bestehens Israels 1998 wurde das ägyptische Ehrenmal in den neuen Park ʿAd Halom einbezogen, der mehrere Erinnerungsstätten des Kriegs um Israels Unabhängigkeit miteinander verbindet.

### Ehrenmal für Gefallene der Givʿati-Brigade

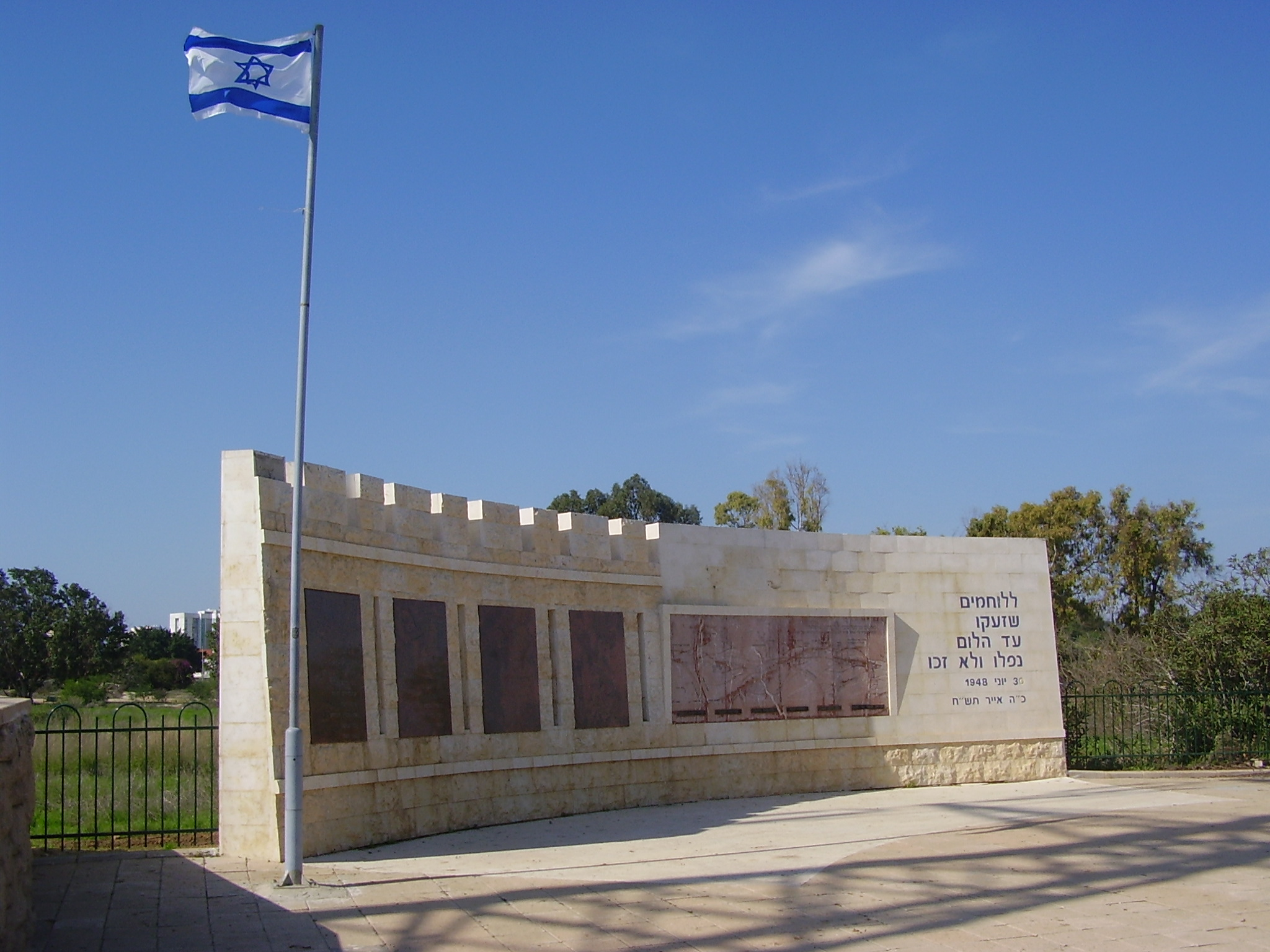
Gefallenenmal der Givʿati-Brigade, 2009

Vom Obelisken für ägyptische Gefallene sind es zu Fuß 400 Meter Wegs durch den Park ʿAd Halom zur Gedenkstätte für israelische Gefallene der Givʿati-Brigade (hebräisch אֲתַר הַנְצָחָה לַנּוֹפְלִים בְּגֶשֶׁר עַד הֲלוֹום וּסְבִיבָתוֹ Atar Hanzachah laNōflīm bəGescher ʿAd Halōm uSvīvatō, deutsch ‚Stätte der Verewigung für die Gefallenen an Gescher ʿAd Halom und seiner Umgebung‘), die bei der Operation Philistäa (Mivza Pleschet; 2./3. Juni 1948) in Gefechten um ʿAd Halom und Nizzanim zu Tode kamen. Das Ehrenmal für die Gefallenen bildet eine Gedenkwand mit linkerhand vier Tafeln, die Namen und Lebensdaten der 54 Gefallenen auflisten, einem Relief mittig, das den Gefechtsverlauf der Operation Philistäa zeigt, rechts flankiert von dem Spruch לַלּוֹחֲמִים שֶׁזָּעְקוּ עַד הֲלוֹם נפלו ולא זָכוּ La-Lōchamīm sche-saʿəqū ʿad halōm, naflū wə-lå sachū, deutsch ‚Den Kriegern, die bis hierher aufschrien, fielen und nicht siegten‘. Es entstand auf Initiative von Veteranen der Givʿati-Brigade mit Unterstützung des israelischen Verteidigungsministeriums.
Es ist das einzige Ehrenmal für Gefallene in Aschdod, das direkt auf einem ehemaligen Schlachtfeld steht. Es steht gegenüber der Pillbox, die die Mandatsmacht 1936 als Wehrturm am Ufer des Nachal Lachisch errichtet hatte, um die Brücken darüber für Bahn und Straße vor Anschlägen durch arabische Aufständische zu schützen. Die Ägypter hatten die Pillbox in den Gefechten um die Brücken mit Schützen besetzt. Die Givʿati-Brigade lagerte am anderen Ufer und entsprechend ist die Uferseite der Pillbox mit Einschusslöchern übersät. Die Pillbox ihrerseits steht 70 Meter nördlich der Brücken.

### Brücken über den Nachal Lachisch

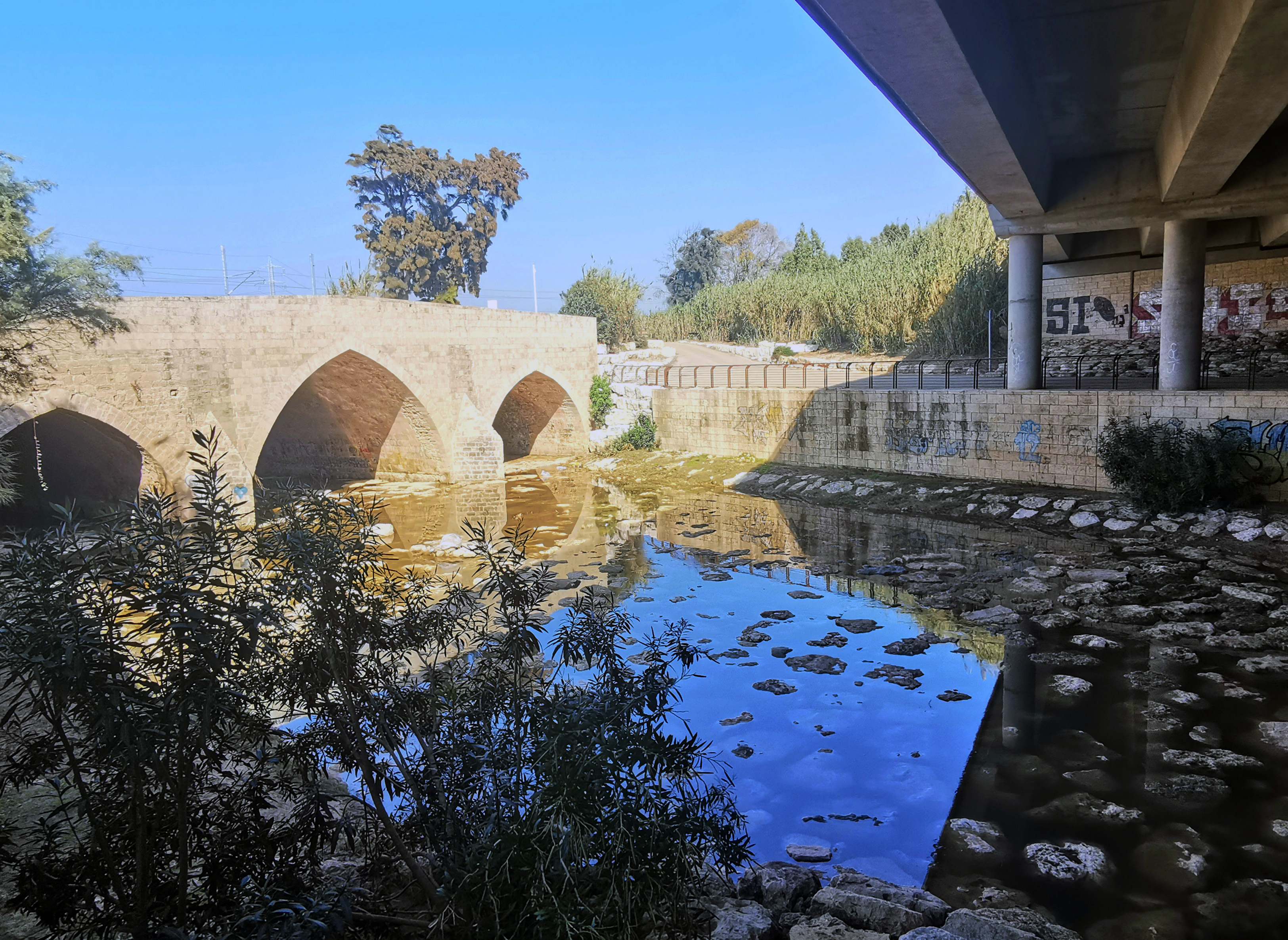
Gescher ʿAd Halom (links) und Autobahnbrücke (rechts) über Nachal Lachisch, 2020

Der Gescher ʿAd Halom, vor 1952 als Dschisr Isdud bekannt, ist eine der drei Brücken in ʿAd Halom, über den Nachal Lachisch (hebräisch נַחַל לָכִישׁ, arabisch وادي صقرير, DMG Wādī Ṣuqrīr, im Bereich der Brücke auch وادي [ابو] فاخرة, DMG Wādī [Abū] Fāḫira genannt). Der Dschisr Isdud (Gescher ʿAd Halom) entstand in der Mamluken-Zeit im 13. Jahrhundert. Nach seinen Zerstörungen in der Nacht der Brücken 1946 während der Jüdischen Insurrektion und 1948 im Bürgerkrieg zwischen arabischen und jüdischen Palästinensern wurde diese Brücke vereinfacht wiederhergestellt. Gleich nördlich daneben errichteten zwangsrekrutierte Arbeiter des Egyptian Labour Corps (ELC) im November 1917 eine Bahnbrücke, als sie die Sinai-Bahn (Ägypten–Lod) anlegten. Die aktuelle schlichte Bahnbrücke stammt aus der Zeit des zweigleisigen Ausbaus 2004/2005. Mit dem im Zuge von Motorisierung und Bevölkerungswachstum in den 1970er Jahren sich entwickelnden starken Verkehrsaufkommen in Israel diente der Gescher ʿAd Halom Jahrzehnte als Teil des Kvisch 42 (כְּבִישׁ לְּאֻמִי 42 Kvīsch Ləʾummī 42, deutsch ‚Nationalstraße ‘), wie dieser Abschnitt der historischen Via Maris klassifiziert ist, dem Fernverkehr mit erheblichem Anteil an Lastwagen.

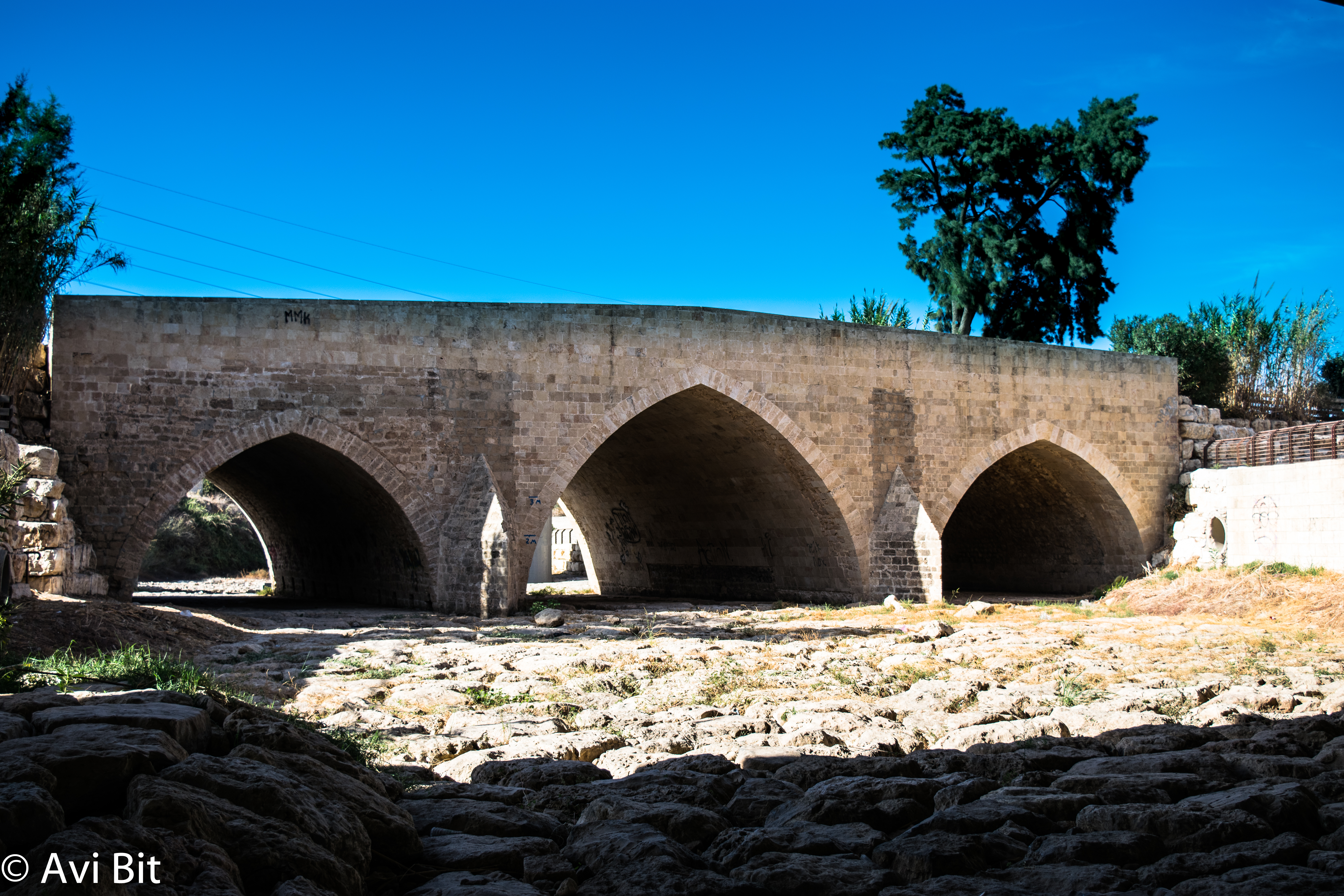
Oberstromseite des Gescher ʿAd Halom 2016 mit Flutbrechern, fachgerecht saniert

Der Ausbau des Kvisch  2008/2009 im Bereich der Brücke als autobahnartiger Kvisch 4 (כְּבִישׁ אַרְצִי רָאשִׁי 4 Kvīsch Arzī Roschī 4, deutsch ‚Haupt-Landesfernstraße ‘) erforderte den Bau zweier neuer paralleler Brücken südöstlich der alten Bogenbrücke für die je vierstreifigen Richtungsfahrbahnen, die auch ʿAd-Halom-Brücke genannt werden. Nach Eröffnung dieser neuen Brücken ging der Gescher ʿAd Halom für den Motorverkehr außer Betrieb und die Netivei Jisraʾel, das staatliche Infrastrukturunternehmen, ließen die Brücke 2009/2010 in Kooperation mit der israelischen Altertümerbehörde komplett erneuern.

## Mechlaf ʿAd Halom
Der Mechlaf ʿAd Halom (hebräisch מֶחְלַף עַד הֲלוֹם) ist eine Anschlussstelle der Autobahn Kvisch  mit Zubringer in die Innenstadt Aschdods. Sie ersetzte die staulastige T-Kreuzung Mechlaf Aschdōd Darōm (hebräisch מֶחְלַף אַשְׁדּוֹד דָּרוֹם ‚Verkehrsknoten Aschdod Süd‘), wo die Innerortsstraße Sderot Menachem Begin in die Nationalstraße Kvisch  mündete.:33 Vor der Einmündung passierten die Sderot M. Begin zudem noch niveaugleich die Sinai-Bahn, wo morgens und abends sich die Pendler mit ihren Autos stauten. Der Bau des Mechlaf ʿAd Halom ging mit einer weiträumigen Umgestaltung der Straßenverkehrsanlagen einher.

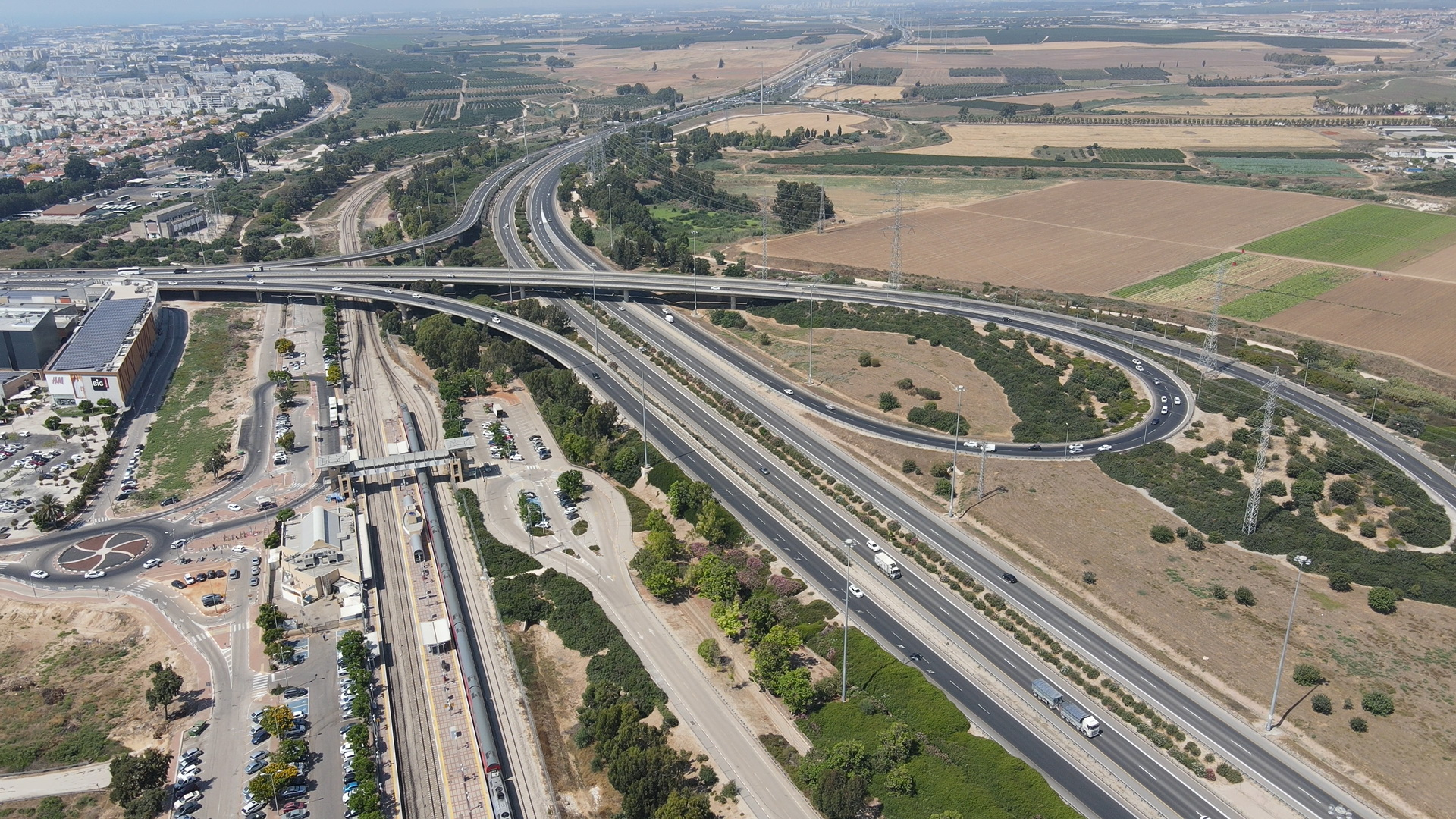
Luftbild von Anschlussstelle und Bahnhof mit westlichem und östlichem Vorplatz, 2020

Ziel war es, den Bahnübergang durch eine Brücke zu ersetzen, den Durchgangsverkehr auf einer leistungsfähigen Autobahn um Aschdod herumzuführen, für das südliche Stadtgebiet eine Anbindung zu dieser Autobahn zu schaffen, und damit den Innerortsverkehr der Pendler weg von den Sderot Moscheh Sneh, wichtigste innerstädtische Nord-Süd-Achse zum bisherigen Autobahnende im Hafen am nördlichen Stadtrand, schon im Süden auf die verlängerte Autobahn zu leiten.
Der Ausbau der Verkehrsanlagen wurde im März 2003 als nationales Projekt angekündigt, um ihn beim Landesausschuss für Planung und Bau nationaler Infrastrukturen (הַוַּעֲדָה הָאַרְצִית לְתִכְנוּן וְלִבְנִיָּה שֶׁל תַּשְׁתִּיּוֹת לְּאֻמִיות HaWaʿadah haʾArzīt ləTichnūn wəliVnijjah schel Taschtijjōt Ləʾummijjōt) beschleunigt zu bearbeiten. Im Genehmigungsverfahren lehnte Bürgermeister Aharon Dror für Gan Javneh den vorgeschlagenen Plan ab, da die neue Verkehrsführung den Weg zwischen diesem und dem Bahnhof Aschdod – ʿAd Halom um etwa drei Kilometer verlängert hätte. Der Plan wurde dahingehend geändert, dass der Weg nur noch 1,6 Kilometer länger ausfällt und der Bahnhof noch einen Vorplatz an seiner Ostseite erhielt, der den kurzen Weg zu dem Industriegebiet ʿAd Halom und südlich gelegenen Ortschaften, wie Sde Uzziajahu herstellt.

Mechlaf ʿAd Halom schematisch mit innerörtlichen Sderot Begin, gekreuzt durch die Sderot Sneh, Sinai-Bahn und Autobahn Kvisch

Der Kvisch 4 (כְּבִישׁ לְּאֻמִי 4 Kvīsch Ləʾummī 4, deutsch ‚Haupt-Landesstraße ‘), der bislang am Hafen von Aschdod geendet hatte, wurde umgeleitet und – Aschdod östlich umgehend – auf der Trasse des Kvisch  bis zum Gazastreifen verlängert und zwischen Gan haDarom und Sde Uzziahu als Autobahn ausgebaut, der Kvisch  endet entsprechend verkürzt nun bei Gan haDarom 7,4 Kilometer nordöstlich vor Aschdod. Mit dem Ausbau der Trasse zur Autobahn entstanden zwei neue Brücken für die Richtungsfahrbahnen über den Nachal Lachisch, womit der historische Gescher ʿAd Halom 2009 außer Gebrauch genommen werden konnte. Zum Projekt gehörte auch die Neuregelung der Verkehrsführungen zum Hafen am Mechlaf Aschdod (hebräisch מֶחְלַף אַשְׁדּוֹד) bis November 2008,:37 wo nunmehr auch der Kvisch  endet.
Mit zwei Jahren Verzögerung schrieben die Netivei Jisraʾel im Oktober 2006 den Bau der Anschlussstelle mit einer Auftragssumme von 360 Millionen Neue Israelische Schekel (NIS) aus. Im Dezember 2007 stellte die Bauaufsicht fest, dass einer der im Plan vorgesehenen Brückenpfeiler fehlte und die Brücke um 50 Meter kürzer erbaut worden war. Eine Prüfung ergab: Da die Elektrizitätsgesellschaft Chevrat haChaschmal ləJisraʾel einen Hochspannungsmast fünf Monate lang nicht wie zugesagt versetzt hatte, hatte der Bauunternehmer, um die gesetzten Termine der Netivei Jisraʾel zu halten, eigenmächtig die Brücke verkürzt errichtet.
Die Sderot Menachem Begin gehen an ihrem östlichen Ende die Sinai-Bahn überbrückend in die Anschlussstelle des Kvisch  über, die dort kreuzungsfrei Ab- und Zufahrt bietet. Die Brücke über die Sinai-Bahn wurde im Dezember 2008 eröffnet,:37 endete zunächst aber noch in einer provisorischen Kreuzung, bevor dann am 26. Mai 2009 die kreuzungsfreie Anschlussstelle dem Verkehr übergeben wurde.

## Bahnhofsviertel

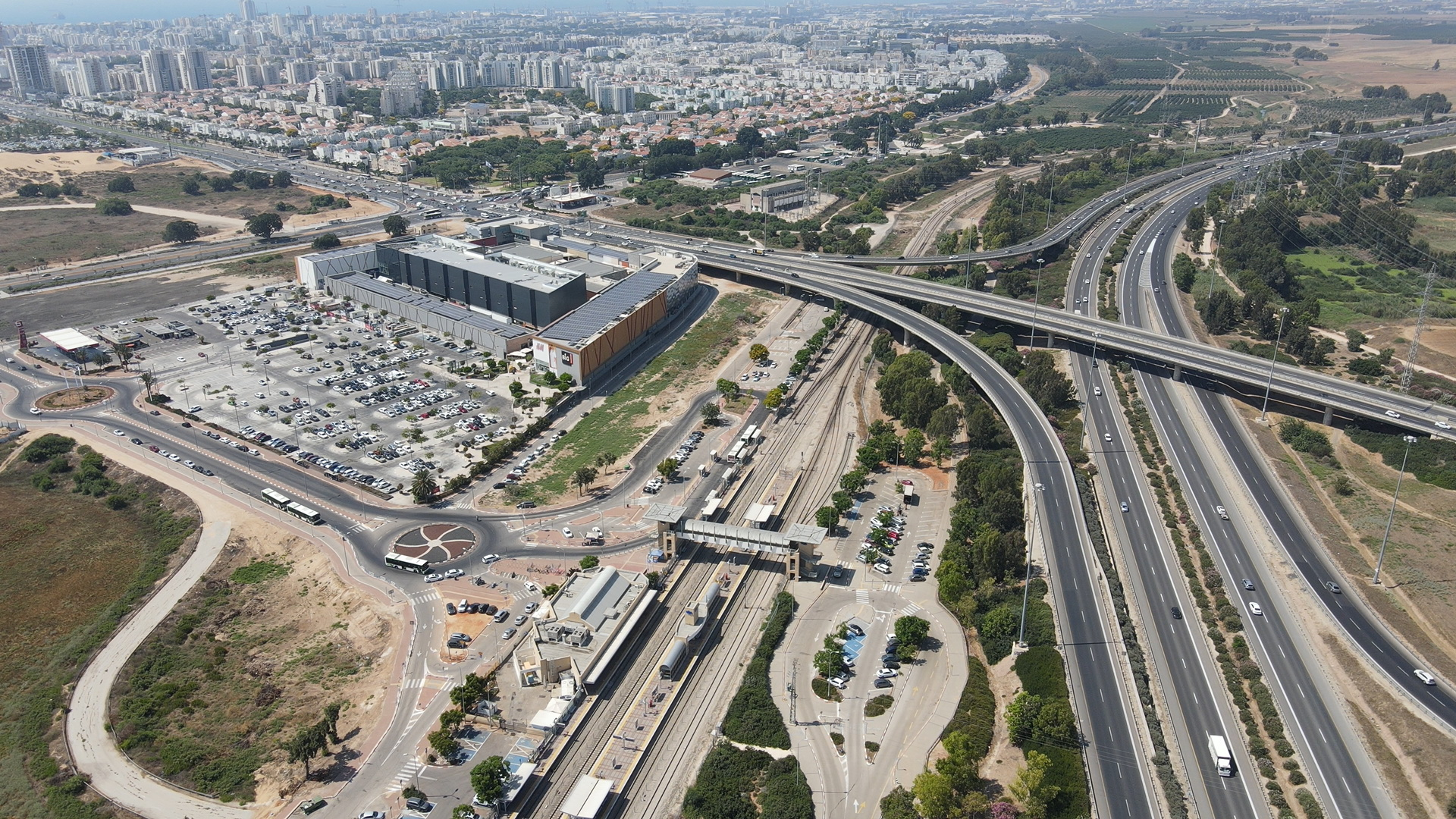
Luftbild des entstehenden Bahnhofsviertels mit dem Quarree des BIG-Modezentrums vor Panorama Aschdods, 2020

Das Bahnhofsviertel ist im Entstehen. Den Bahnhof Isdud richteten die Palestine Military Railways ein und nahmen dort am 17. November 1917 mit militärischem Nachschub den Güterverkehr auf. Der Bahnhof entstand in ebenem Gelände und damit anderthalb Kilometer nördlich des namensgebenden Dorfes Isdud, das im Krieg 1948 zerstört wurde. Das 1956 gegründete Aschdod seinerseits nahm seinen Anfang 5,2 Kilometer nördlich vom Bahnhof, der nach der 1952 geplanten, aber nie erbauten Ortschaft ʿAd Halom benannt ist, und nähert sich erst über die Jahre durch sein flächenmäßiges Wachstum an.
Das zu Beginn der 1990er Jahre erbaute nächstgelegene Wohnquartier Rova Ṭeit (רוֹבַע ט' Viertel 9) liegt noch 1.000 Meter vom Bahnhof entfernt. Am westlichen Vorplatz des Bahnhofs boten sich dem Betrachter noch zu Beginn der 2010er Jahre sandige Weiten. Die seinerzeit am Bahnhof passierende zweispurige Straße im historischen Verlauf der Via Maris bot nordwärts fahrend die Verbindung zur Stadt. In Sichtweite südwestlich vom Bahnhof erhebt sich ein Kamm aus Kurkar (כּוּרְכָּר Kūrkar, arabisch كركار, DMG Kurkār; eine an Israels Küstenstreifen verbreitete Art kalkhaltigen Tuffs), dahinter Aschdods haDjunah haGdolah (hebräisch הדְּיוּנָה הגְּדוֹלָה ‚die Große Düne‘).:136

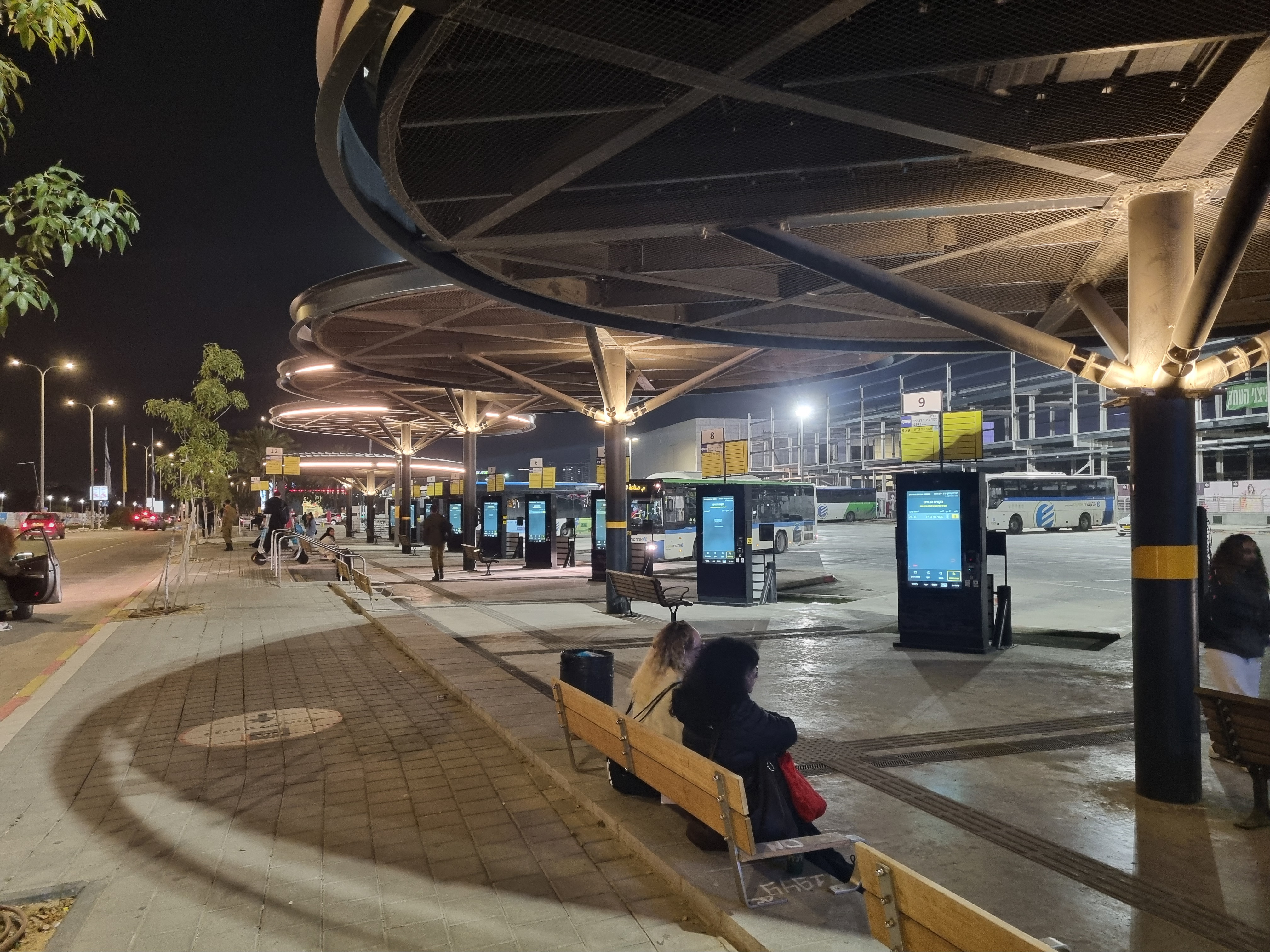
Neue Bussteige am Bahnhof, 2024

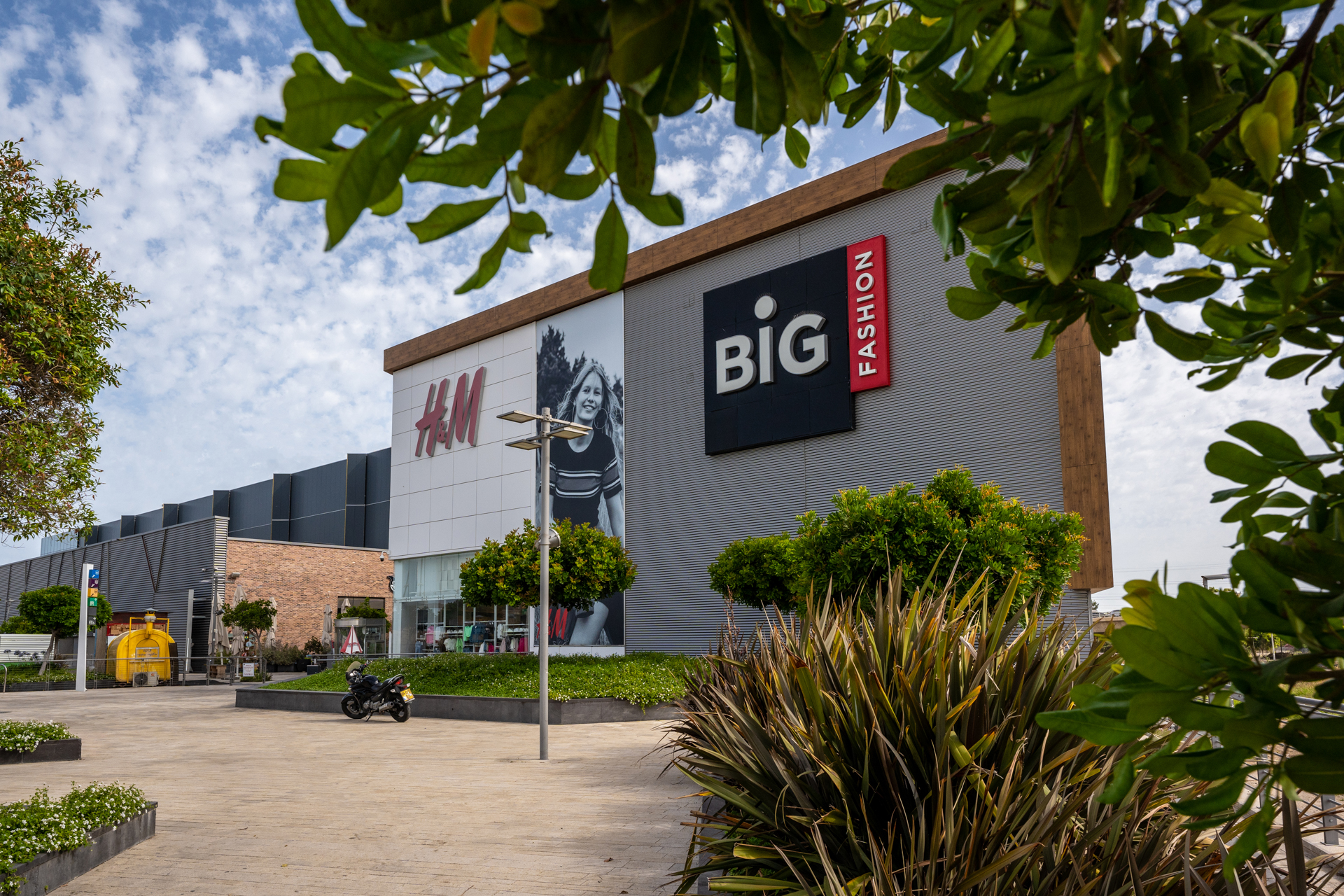
Die Mall BIG Fashion Aschdod vom Bahnhof her, 2020

Im Zuge der Modernisierung des Streckenabschnitts der Sinai-Bahn zwischen Bahnknoten Zomet Pleschet und Aschdod wurde bei laufendem Fahrbetrieb der Bahnhof Aschdod – ʿAd Halom völlig um- und ausgebaut, bevor am 15. September 2003 der Abschluss der Arbeiten gefeiert wurde. Erste Struktur nahm das Bahnhofsviertel an, als bei der weiträumig neugeregelten Verkehrsführung im Zuge des Baus der Anschlussstelle Mechlaf ʿAd Halom 2008/2009 die bisherige Zufahrt zur Sackgasse wurde. Stattdessen führt die neue Derech haRakkevet (hebräisch דֶּרֶךְ הָרַכֶּבֶת ‚Weg der Eisenbahn‘) 450 Meter lang schnurgerade aufs Empfangsgebäude zu. Sie zweigt von den um 750 Meter südlich verlängerten Sderot Moscheh Sneh ab. Dadurch wurde in den Sänden der HaDjunah haGdolah ein neuer Block vorm Bahnhof abgezirkelt. In diesem Quarree zwischen Rova Ṭeit und Bahnhof eröffnete 2015 das Modezentrum BIG Fashion Aschdod (hebräisch בִּיג פָאשְׁן אַשְׁדּוֹד) mit 26.000 m² Geschäftsfläche, dem die Sektion Europa des International Council of Shopping Centers (ICSC) im April 2016 einen Ehrenpreis zuerkannte.:137
Die weitere Planung wird das Viertel stark verändern und urbanisieren. Der Unterbezirk Aschqelon (hebräisch נְפַת אַשְׁקְלוֹן Nfat Aschqelōn, arabisch قضاء عَسْقَلَان Qaḍāʾ ʿAsqalān), zu dem auch Aschdod gehört, plant ein Schnellbahnnetz mit drei Linien zwischen Qirjat Gat und Aschqelon, zwischen diesem und Aschdod (Rote Schnelllinie) und letzterem wiederum und Rechovot (Grüne Schnelllinie). Im Jahr 2020 gab Israels Verkehrsministerium bekannt, dass der Plan voraussichtlich bis 2040 umgesetzt sein soll. Am Bahnhof Aschdod – ʿAd Halom sollen Reisende ab 2040 zwischen der Fernbahn sowie Grüner und Roter Schnelllinie umsteigen können.
In Vorbereitung darauf einigten sich im Juli 2023 die Stadt Aschdod, die israelische Bodenverwaltung und das Modezentrum BIG Fashion Aschdod darauf, dessen gebührenpflichtigen in einen kostenlosen Parkplatz für Bahnreisende zu wandeln. Auch Baugrundstücke für einen Einzelhandelskomplex eines schwedischen Möbelhauses mit geplanten Verkaufsflächen auf drei Etagen und einer Dachfläche von etwa 15.000 Quadratmetern stellte der städtische Bauausschuss in Aussicht. Im November 2023 äußerte der Bezirkliche Ausschuss für Planung und Bau (Südbezirk) seinen Widerstand gegen den Plan von Aschdods Bauausschuss, Bauflächen für mehr Parkplätze in Nähe des Bahnhofs zu reduzieren. Ferner widerspricht der Bezirksausschuss den städtischen Plänen, ein für einen High-Tech-Park vorgehaltenes Gewerbegelände nahe dem Hospital für einen bloßen Einzelhandelsstandort eines Möbelhauses umzuwidmen.
Nach Ansicht des Bezirksausschusses verbieten sich an einem so frequentierten Verkehrsknoten extensive Nutzungen wie erweiterte Parkplätze und niedrig, aber horizontal flächig erbaute Einzelhandelskomplexe, wie in der städtischen Planung vorgesehen, sie sind eine Verschwendung der Ressource Boden für ein privates Handelsunternehmen, das wegen seiner sperrigen Ware zudem viel Autoverkehr anzieht. Der Bezirksausschuss empfahl zur urbanen Erschließung der Umgebung des Bahnhofs Gebäude mit 25 Stockwerken, in denen Raum für Wohnungen, Büros und Einzelhandelsflächen sowie die Halte der geplanten Schnellbahnen kombiniert werden, so dass vielen bequemer, schneller Zugang zum Bahnhof gegeben wird.

## Industriegebiet ʿAd Halom
Das Industriegebiet ʿAd Halom (אֵזוֹר תַּעֲשִׂיָּה עַד הֲלוֹם Esōr haTaʿassijjah ʿAd Halōm) ist ein Gewerbegebiet vor den Toren Aschdods im Gebiet der Regionalverbandes Beʾer Tuvja.:24 Es umfasst Grundstücke im Gesamtumfang von 450 metrischen Dunam (45 ha), wobei Gewerbe bereits 96 Dunam nutzen. Es ist eines der vier Gewerbegebiete in Zuständigkeit der Regionalverwaltung neben den Industriegebieten Beʾer Tuvja (אֵזוֹר תַּעֲשִׂיָּה בְּאֵר טוּבְיָה; südlich Qirjat Malʾachis), Kannot (אֵזוֹר תַּעֲשִׂיָּה כַּנּוֹת; östlich des gleichnamigen Moschavs) und dem Industriepark Reʾem (פארק תַּעֲשִׂיּוֹת רְאֵם Parq Taʿassijjōt Rɘʾem, auch אֵזוֹר תַּעֲשִׂיָּה מִבְצָע Esōr Taʿassijjah Mivza) zwischen Bnei ʿAJi"Sch und dem Militärflugplatz Chazor. Diese Gewerbegebiete sind keiner Mitgliedsortschaft des Verbands zugeordnet, sondern unterstehen dessen Regionalverwaltung direkt.

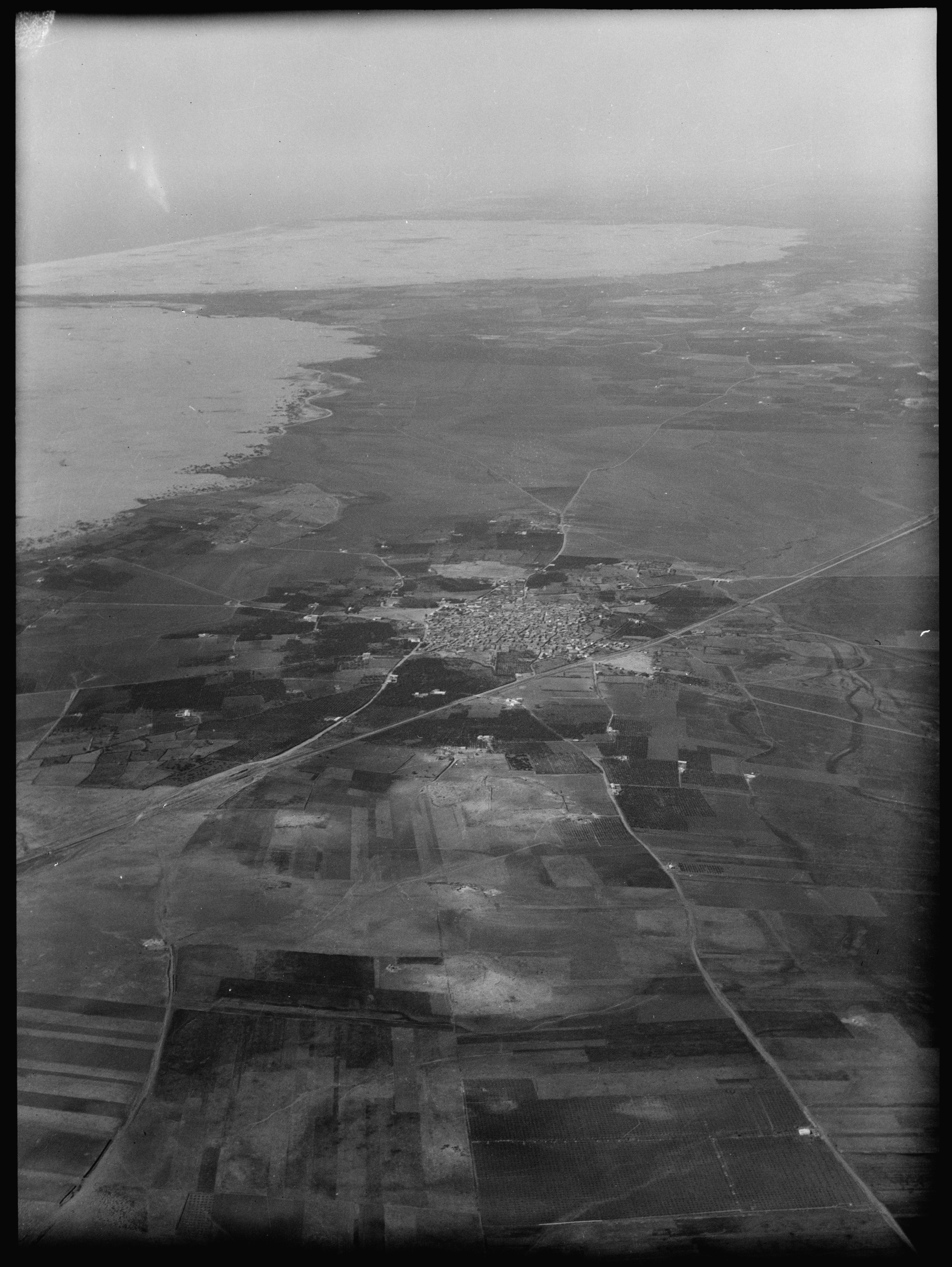
Blick 1932 südwärts über die Sinai-Bahn mit Bahnhof (Mitte links), auf das Geländedreieck zwischen Bahn, Isdud und Heerstraße, wo sich jetzt das Industriegebiet ausbreitet

Das Industriegebiet entstand, um den Bewohnern der Gegend Arbeitsplätze und Dienstleistungen zu bieten, und es gibt dort mehrere Fabriken. Die Ländereien bildeten bis 1948 Agrarflächen des Dorfes Isdud, jetzt eine Wüstung auf dem Siedlungshügel Tel Aschdod, eben außerhalb der Stadtgrenze Aschdods im Gebiet des Regionalverbands Beʾer Tuvja.:24
Das Industriegebiet liegt außerhalb der Stadt jenseits der Sinai-Bahn, die seine westliche Grenze bildet. Im Süden grenzt das Gebiet an landwirtschaftlich genutzte Flächen und den Siedlungshügel Tel Aschdod. Im Norden und Osten scheidet die Autobahn Kvisch  das Industriegebiet von Agrarflächen des Nachdorfs Sde Uzzijjahu. Die T-Kreuzung namens Zomet ʿAd Halom (hebräisch צֹמֶת עַד הֲלוֹם ‚Kreuzung ʿAd Halom‘) erschließt das Gewerbegebiet zum Kvisch . Versorgungstechnisch (Strom, Wasser, Abwasser) ist das Industriegebiet von Aschdod aus erschlossen.
Die Stadt Aschdod will das Industriegebiet eingemeinden und steht seit 2019 darüber mit dem Regionalrat Beʾer Tuvja im Austausch, als Aschdods stellvertretender Bürgermeister Schimʿon Katznelson an Kobi Avivi vom Regionalrat ein entsprechendes Schreiben mit der Forderung übergab. Katznelson führte zur Stadterweiterung aus: „Wir beabsichtigen, 30.000 Wohneinheiten zu bauen und mehr als 100.000 Menschen unterzubringen.“ Am 28. November 2019 äußerte der Grenzausschuss (hebräisch וַעֲדַת הַגְּבוּלוֹת Waʿadat haGvūlōt) keinen ausreichenden Grund für Grenzänderungen zu sehen. Aschdod dagegen möchte das Gewerbegebiet mit seiner Luftverschmutzung, die die Stadt belastet, auflösen und in Wohnviertel umwandeln. Die Stadt müht sich weiter um die Eingliederung des Industriegebiets in ihr Weichbild.